# Rap Việt (mùa 3)
Mùa thứ ba của chương trình Rap Việt được phát sóng trên các kênh HTV2, VTVCab 1 và ứng dụng VieON từ ngày 27 tháng 5 năm 2023 đến ngày 9 tháng 9 năm 2023. Trấn Thành là người dẫn chương trình của mùa này.
Double2T trở thành quán quân thứ ba của chương trình trong đêm chung kết diễn ra vào các ngày 2 và 9 tháng 9 năm 2023.

## Sản xuất
Sau thành công của hai mùa Rap Việt, vào ngày 17 tháng 3 năm 2023, ban tổ chức thông báo khởi động mùa giải thứ ba cùng với lịch casting trực tiếp. Trước đó, khi ba rapper B Ray, Ricky Star và Lil Wuyn cùng xuất hiện trong tiết mục mở màn tại chương trình Sóng 23, Trấn Thành chia sẻ rằng việc lựa chọn như vậy "để báo rằng hình như Rap Việt mùa 3 sẽ trở lại. Không biết đúng hay không nhưng tôi nghe đồn như vậy", bật mí về sự trở lại của chương trình.

### Tuyển chọn thí sinh
Các buổi casting chọn thí sinh được tổ chức tại hai địa điểm: Club 11:11 (Thành phố Hồ Chí Minh) vào ngày 3 và 4 tháng 4 năm 2023 và Don Lounge - tầng 3 (Hà Nội) vào ngày 6 và 7 tháng 4 năm 2023. Theo quy định casting, các thí sinh khi tham gia vòng tuyển chọn phải sử dụng lyric (lời) văn minh (tức là, không dùng từ dung tục, không sử dụng "mày" – "tao" hay các từ 18+...), đồng thời bắt buộc phải thuộc lyric.
Ở vòng sơ tuyển, các thí sinh biểu diễn trên nền nhạc beat ban tổ chức đưa ra trước đó; ban giám khảo chấm điểm và thông báo kết quả cho thí sinh. Các thí sinh xuất sắc nhất sẽ được ban giám khảo chọn vào vòng ghi hình. Cũng theo ban tổ chức, có ba giám khảo cho buổi casting mùa này, gồm Suboi, JustaTee và Karik (được tiết lộ trong buổi casting đầu tiên tại Hà Nội).
Buổi casting đầu tiên tại thành phố Hồ Chí Minh đã thu hút hơn 1.500 thí sinh đăng ký từ địa phương và các vùng lân cận. Theo ban tổ chức, số thí sinh ở mùa này đông hơn mùa 2; thậm chí đến ngày thứ hai, số lượng người đến casting lên đến cả nghìn. Do số lượng thí sinh quá đông mà khu vực casting tương đối nhỏ, nhiều người phải ngồi bệt xuống đường để đợi, và ban tổ chức cũng phải nhờ lực lượng chức năng xuống đường để ổn định đám đông. Tại Hà Nội, không khí ngày đầu casting nóng không kém thành phố Hồ Chí Minh. Tính đến 11:00 ngày 6 tháng 4 (ngày casting đầu tiên tại Hà Nội), đã có hơn 1.000 thí sinh ở khu vực miền Bắc đến đăng ký tham gia. Nhiều thí sinh trẻ đã đến từ sớm để chờ đợi lấy số báo danh.

### Công bố các vị trí và thời gian phát sóng
Với sự rút lui của Wowy cũng như các thành viên SpaceSpeakers sau mùa thứ hai, ban tổ chức quyết định thay mới hoàn toàn vị trí của các giám khảo và huấn luyện viên cho mùa này. Sau khi hé lộ hai nhân vật bí ẩn tại Rap Việt mùa 3 với tên viết tắt là "BD" và "R", vào tối ngày 9 tháng 5, chương trình thông báo hai nghệ sĩ sẽ đảm nhận vai trò giám khảo tại mùa này là Karik và JustaTee. Ba huấn luyện viên chính thức cũng được nhà sản xuất công bố sau đó, gồm B Ray, BigDaddy và Andree Right Hand. Bên cạnh đó, chương trình cũng đồng thời hé mở rằng danh sách huấn luyện viên đang có sự thay đổi so với 2 mùa trước.
Giám khảo thứ ba, Suboi, đã được chương trình công bố vào ngày 12 tháng 5 năm 2023, đánh dấu sự trở lại của cô tại Rap Việt sau khi vắng mặt ở mùa thứ hai. Một ngày sau, Thái VG được công bố là huấn luyện viên thứ tư. Trên poster của anh xuất hiện con số 5, khiến một số khán giả cho rằng mùa này có thể có 5 huấn luyện viên, dù chương trình chưa thông báo chính thức về điều này. Người đảm nhận vai trò DJ cũng có sự thay đổi, với việc Wukong được xác nhận là DJ chính thức của mùa vào trưa ngày 13 tháng 5, thay thế Mie ở hai mùa trước đó.
Ngày 20 tháng 5, ban tổ chức thông báo rằng chương trình sẽ lên sóng tập đầu tiên ngay trong tháng 5, sớm hơn ba tháng so với các mùa trước. Đồng thời, mùa này cũng sẽ có 5 producer (nhà sản xuất âm nhạc), hứa hẹn sẽ tạo ra nhiều màu sắc âm nhạc mới. Tối ngày 23 tháng 5, Rap Việt mùa 3 ấn định ngày phát sóng chính thức vào ngày 27 tháng 5 năm 2023. Theo những hình ảnh trên fanpage chính thức của chương trình, mùa thứ ba có một giao diện hoàn toàn mới từ màu sắc đến thiết kế sân khấu, được nhận xét là mang phong cách hiện đại và thời thượng hơn so với các mùa trước đó.
Tối ngày 24 tháng 5, ban tổ chức thông báo Trấn Thành sẽ là MC của mùa thứ ba này. Điều đó đồng nghĩa với việc anh vẫn sẽ tiếp tục đồng hành với chương trình Rap Việt mặc dù vướng phát ngôn tranh cãi và hành xử thiếu văn minh trước đó. Trước đó, Hari Won - vợ của anh - đã xác nhận thông tin này khi thay mặt anh nhận giải thưởng cho một bộ phim mà anh làm đạo diễn tại lễ bế mạc Liên hoan phim châu Á Đà Nẵng 2023.
Ngày 26 tháng 5 năm 2023, Rap Việt mùa 3 thông báo về sự thay đổi luật thi của vòng chinh phục. Theo đó, số 5 bí ẩn cuối cùng mà chương trình công bố từ dữ kiện "ba con số 5" hé lộ trước đó là 50% lượt bình chọn từ khán giả có mặt tại trường quay. Điều này có nghĩa là khán giả cũng sẽ có quyền quyết định việc đi tiếp vào vòng trong hoặc bị loại của các thí sinh.

## Phát sóng
Rap Việt mùa 3 lên sóng từ ngày 27 tháng 5 năm 2023 đến ngày 9 tháng 9 năm 2023 lúc 20:00 thứ 7 hàng tuần trên hai kênh HTV2 và VTVCab 1, đồng thời được phát sóng trên ứng dụng VieON, và được công chiếu cùng ngày trên kênh YouTube chính thức của đơn vị sản xuất Vie Channel, riêng đêm công bố và trao giải (tập 16) vào ngày 9 tháng 9 được truyền hình trực tiếp từ 20:00 trên các nền tảng này.

## Vòng chinh phục
Thí sinh trình diễn một tiết mục rap với chất liệu từ văn hóa đại chúng để chinh phục bốn huấn luyện viên. Các huấn luyện viên lựa chọn thí sinh về đội bằng cách kích hoạt bàn đạp ngay trước ghế nóng hoặc dùng quyền ưu tiên nón vàng (chỉ được sử dụng thành công đúng một lần) cho những thí sinh mình yêu thích nhất. Dựa trên các "đạp chọn" và nón vàng của các huấn luyện viên, các giám khảo và thí sinh có quyền lựa chọn đội của huấn luyện viên mà họ cảm thấy phù hợp.
Trong mùa này, các khán giả có mặt tại trường quay cũng sẽ có quyền tham gia bình chọn, đánh giá chất lượng bài thi của thí sinh. Các "đạp chọn" của huấn luyện viên chỉ được công nhận khi thí sinh nhận được từ 50% số phiếu bình chọn trở lên, nếu không thí sinh sẽ bị loại.
Kết thúc vòng chinh phục, các huấn luyện viên phải tạo thành một đội hình với 8 thí sinh để đi tiếp vào vòng trong.
| Chú giải | Huấn luyện viên đạp chọn                                                                                   | Thí sinh bị loại vì không huấn luyện viên nào đạp chọn hoặc có số phiếu bình chọn của khán giả dưới 50% | Huấn luyện viên duy nhất chọn và nhận thí sinh vào đội                                                 |
| Chú giải | Huấn luyện viên được giám khảo hoặc thí sinh chọn                                                          | Huấn luyện viên được giám khảo chọn nhưng bị huấn luyện viên khác tung nón                              | Huấn luyện viên được giám khảo chọn, bị huấn luyện viên khác tung nón và tung nón giành lại thành công |
| Chú giải | Huấn luyện viên được giám khảo chọn, bị huấn luyện viên khác tung nón và tung nón giành lại nhưng thất bại | Huấn luyện viên tung nón nhưng không được thí sinh chọn                                                 | Huấn luyện viên tung nón và giành thành công hoặc được thí sinh chọn vào đội                           |
| Chú giải | Huấn luyện viên tung nón vàng nhưng không có hiệu lực do đã được sử dụng trước đó                          | Phần trăm khán giả bình chọn trên 50%                                                                   | Phần trăm khán giả bình chọn dưới 50%                                                                  |

| Thí sinh (Rap Name) (Nhóm nhạc)                                     | Bài hát dự thi (Bài hát gốc – Tác giả gốc)                                                  | Lựa chọn của thí sinh và giám khảo                  | Lựa chọn của thí sinh và giám khảo                  | Lựa chọn của thí sinh và giám khảo                  | Lựa chọn của thí sinh và giám khảo                  | Tỷ lệ bình chọn                                     |
| Thí sinh (Rap Name) (Nhóm nhạc)                                     | Bài hát dự thi (Bài hát gốc – Tác giả gốc)                                                  | BigDaddy                                            | Andree Right Hand                                   | B Ray                                               | Thái VG                                             | Tỷ lệ bình chọn                                     |
| Tập 1 (27 tháng 5 năm 2023)                                         | Tập 1 (27 tháng 5 năm 2023)                                                                 | Tập 1 (27 tháng 5 năm 2023)                         | Tập 1 (27 tháng 5 năm 2023)                         | Tập 1 (27 tháng 5 năm 2023)                         | Tập 1 (27 tháng 5 năm 2023)                         | Tập 1 (27 tháng 5 năm 2023)                         |
| ------------------------------------------------------------------- | ------------------------------------------------------------------------------------------- | --------------------------------------------------- | --------------------------------------------------- | --------------------------------------------------- | --------------------------------------------------- | --------------------------------------------------- |
| Karik, BigDaddy, Andree Right Hand, Suboi, JustaTee, B Ray, Thái VG | "We Go Hard"                                                                                | Bài hát mở đầu của 4 huấn luyện viên và 3 giám khảo | Bài hát mở đầu của 4 huấn luyện viên và 3 giám khảo | Bài hát mở đầu của 4 huấn luyện viên và 3 giám khảo | Bài hát mở đầu của 4 huấn luyện viên và 3 giám khảo | Bài hát mở đầu của 4 huấn luyện viên và 3 giám khảo |
| Hoàng Đức Duy (Captain)                                             | "Để anh sang" ("Làm người yêu anh nhé baby" – Nguyên Jenda)                                 |                                                     |                                                     |                                                     | —                                                   | 90%                                                 |
| Lê Hoàng Nam (Voltak)                                               | "Ngựa - Người" ("Người ngựa - Ngựa người" – Xuân Hinh)                                      | —                                                   | —                                                   | —                                                   |                                                     | 68%                                                 |
| Nguyễn Thanh Pháp (Pháp Kiều)                                       | "Hoa hồng gai...y!" ("Đóa hoa hồng" – Andiez Nam Trương, NNeo)                              |                                                     |                                                     |                                                     |                                                     | 98%                                                 |
| Lê Trọng Hoàng Long (gung0cay) (Giảng Võ Arena)                     | "Hơi bị nóng" ("Nóng" – BigDaddy, TinyC)                                                    |                                                     |                                                     |                                                     | —                                                   | 90%                                                 |
| Hồ Như Thuyền (Sona) (G5R)                                          | "Vô thường" ("Bước qua thế giới" – Phan Mạnh Quỳnh)                                         | —                                                   | —                                                   | —                                                   | —                                                   | 35%                                                 |
| Hoàng Thị Quỳnh Anh (Cadmium)                                       | "Việt Nam kiêu hùng" ("Hào khí Việt Nam" – Holy Thắng)                                      |                                                     |                                                     |                                                     |                                                     | 100%                                                |
| Tập 2 (3 tháng 6 năm 2023)                                          |                                                                                             |                                                     |                                                     |                                                     |                                                     |                                                     |
| Nguyễn Ngọc Đức Trí (DT Tập Rap)                                    | "Có không giữ mất rồi buồn" ("Có không giữ mất đừng tìm" – Bùi Công Nam)                    | —                                                   | —                                                   |                                                     | —                                                   | 82%                                                 |
| Nguyễn Quang Anh (Rhyder) (DG House)                                | "Để anh một mình" ("Để em rời xa" – Phúc Bồ)                                                |                                                     |                                                     |                                                     |                                                     | 93%                                                 |
| Lê Hữu Khương (dubbie)                                              | "Đóng băng" ("Mình cùng nhau đóng băng" – Tiên Cookie)                                      | —                                                   |                                                     |                                                     |                                                     | 96%                                                 |
| Huỳnh Thuận Trí (Alen) (Bạn Có Tài Mà)                              | Ngược dòng nước mắt ("Bỗng dưng muốn khóc" – Minh Thư)                                      | —                                                   | —                                                   | —                                                   |                                                     | 48%                                                 |
| Nguyễn Anh Vũ (Yuno Bigboi)                                         | "Anh béo" ("Năm ngón tay ngoan" – Trần Văn Thụ)                                             | —                                                   | —                                                   |                                                     | —                                                   | 72%                                                 |
| Vũ Ngọc Chương (24k.Right) (RhymeZone)                              | "Bao giờ lấy vợ" ("Bao giờ lấy chồng" – Huỳnh Hiền Năng)                                    | ◊                                                   |                                                     |                                                     |                                                     | 99%                                                 |
| Tập 3 (10 tháng 6 năm 2023)                                         |                                                                                             |                                                     |                                                     |                                                     |                                                     |                                                     |
| Phạm Bảo Khang (HURRYKNG) (GERDNANG)                                | "Hãy yêu tôi bây giờ" ("Nếu có yêu tôi" – Trần Duy Đức)                                     |                                                     |                                                     |                                                     | —                                                   | 72%                                                 |
| Nguyễn Trung Hiếu (Strange H) (SDG)                                 | "On my way" ("Con đường tôi" – Khắc Hưng)                                                   | —                                                   |                                                     | —                                                   | —                                                   | 70%                                                 |
| Hoàng Anh Tài (ZexZex) (WORKAHOLIC$)                                | "Cho ba mẹ" ("Cho con" – Tuấn Dũng (thơ), Phạm Trọng Cầu (nhạc))                            | —                                                   | —                                                   | —                                                   | —                                                   | 72%                                                 |
| Nguyễn Tuấn Duy (OgeNus)                                            | "Nàng" ("Bóng mây qua thềm" – Võ Thiện Thanh)                                               |                                                     |                                                     | —                                                   |                                                     | 88%                                                 |
| Dương Minh Đức Anh (Richie D. Icy)                                  | "Tâm" ("Tâm hồn của đá" – Trần Lập)                                                         | —                                                   |                                                     | —                                                   | —                                                   | 56%                                                 |
| Trần Mai Việt (Mikelodic)                                           | "Về quê" ("Giấc mơ trưa" – Thùy Chi)                                                        |                                                     |                                                     |                                                     |                                                     | 89%                                                 |
| Tập 4 (17 tháng 6 năm 2023)                                         |                                                                                             |                                                     |                                                     |                                                     |                                                     |                                                     |
| Lê Hoàng Long (Long Nón Lá)                                         | "Đất và Lửa" ("Bài ca cánh đồng nọc nạng" – Điệu nói thơ Bạc Liêu)                          | —                                                   |                                                     | —                                                   |                                                     | 70%                                                 |
| Đỗ Minh Dũng (IndieK)                                               | "Dậy đi!" ("Thể dục buổi sáng" – Minh Trang)                                                |                                                     | —                                                   |                                                     |                                                     | 84%                                                 |
| Nguyễn Đình Dương (Tez) (Giảng Võ Arena)                            | "Cơm, áo, gạo, tiền" ("Biết yêu" – Lê Anh Dũng)                                             |                                                     | —                                                   | —                                                   | —                                                   | 78%                                                 |
| Huỳnh Công Hiếu (Công Hiếu) (Bạn Có Tài Mà)                         | "Huỳnh Kim Long" ("Sao cha không" – Phan Mạnh Quỳnh)                                        |                                                     | —                                                   |                                                     |                                                     | 95%                                                 |
| Nguyễn Minh Chiến (Wolf C)                                          | "Trân trọng tiểu tiết" ("Cho tôi đi theo" – Ngọt)                                           | —                                                   | —                                                   | —                                                   | —                                                   | 70%                                                 |
| Trần Nguyễn Thanh Nhi (Liu Grace) (Under The Hood)                  | "Vành khuyên nhỏ" ("Con chim vành khuyên" – Hoàng Vân)                                      |                                                     |                                                     |                                                     |                                                     | 80%                                                 |
| Tập 5 (24 tháng 6 năm 2023)                                         |                                                                                             |                                                     |                                                     |                                                     |                                                     |                                                     |
| Nguyễn Thanh Long (LoR)                                             | "Việt Nam ơi!" ("Dòng máu lạc hồng" – Lê Quang)                                             |                                                     | —                                                   |                                                     | —                                                   | 92%                                                 |
| Nguyễn Quốc Đạt (Limitlxss)                                         | "Anh không hối tiếc" ("Chân tình" – Trần Lê Quỳnh)                                          |                                                     | —                                                   | —                                                   | —                                                   | 87%                                                 |
| Trương Quốc Đại (Lil Mikey)                                         | "Say trong đêm nay" ("Túy Âm" – Xesi)                                                       | —                                                   | —                                                   | —                                                   | —                                                   | 70%                                                 |
| Dương Tiến Thành (Hydra) (OG Gang)                                  | "Thích em từ đêm hôm qua" ("Thích em hơi nhiều" – Wren Evans)                               |                                                     |                                                     |                                                     |                                                     | 96%                                                 |
| Đào Dương Công Toại (Tọi)                                           | "Nhẹ" ("Bao tiền một mớ bình yên" – 14 Casper)                                              |                                                     |                                                     |                                                     |                                                     | 81%                                                 |
| Đặng Nguyễn Uyển My (Umie)                                          | "Con gái phải sang" ("Là con gái phải xinh" – Đỗ Hiếu)                                      | —                                                   | —                                                   |                                                     | —                                                   | 69%                                                 |
| Trần Văn Lai Minh (MinhLai) (Under The Hood)                        | "Trong sương" ("Yêu thì yêu không yêu thì yêu" – Hứa Kim Tuyền, Trí)                        |                                                     |                                                     |                                                     |                                                     | 78%                                                 |
| Tập 6 (1 tháng 7 năm 2023)                                          |                                                                                             |                                                     |                                                     |                                                     |                                                     |                                                     |
| Mai Thanh An (Dlow) (Tổ Quạ)                                        | "Hot shot - Dlow" ("Chơi như tụi Mỹ" – Andree Right Hand)                                   | —                                                   | ‡                                                   | —                                                   |                                                     | 98%                                                 |
| Trần Anh Hoàng Thắng (Shorty Thang)                                 | "Mời mọi người đến thăm" (Wokeup)                                                           | —                                                   |                                                     | —                                                   |                                                     | 86%                                                 |
| Nguyễn Đắc Nhật Hoàng (Nhật Hoàng) (Bạn Có Tài Mà)                  | "Tình...Cảm lạnh!" ("Ai đưa em về" – Nguyễn Bảo Trọng)                                      | —                                                   | —                                                   | —                                                   | —                                                   | 74%                                                 |
| Nguyễn Trường Đạt (Snoop Dee) (1 Billion Crew)                      | "Cậu ba lục bình" ("Giáng Trần" – Phạm Việt Hoàng)                                          |                                                     | —                                                   | —                                                   | —                                                   | 70%                                                 |
| Dương Minh Long (SMO) (95G)                                         | "Cùng bay nào" ("Trái đất này là của chúng mình" – Trương Quang Lục (nhạc), Định Hải (lời)) | ᛩ                                                   |                                                     |                                                     |                                                     | 95%                                                 |
| Nguyễn Ngọc Gia Bảo (wAvy) (OCEAN M.O.B)                            | "Không chỉ là thoáng qua" ("Chỉ là thoáng qua" – Nguyễn Anh Vũ)                             | —                                                   | —                                                   | —                                                   |                                                     | 54%                                                 |
| Bùi Xuân Trường (Double2T)                                          | "Thanh âm miền Núi" ("Inh lả ơi - Chiếc khăn piêu" – Doãn Nho)                              | ᛩ                                                   | —                                                   |                                                     | —                                                   | 80%                                                 |

- †: HLV đạp chọn trước phần trình diễn.
- ‡: HLV được HLV khác đạp chọn giúp.
- ᛩ: HLV đạp chọn nhưng không hợp lệ do đội đã đủ người.
- ◊: HLV tung nón vàng trước phần trình diễn.

### Đội hình sau vòng chinh phục
Chú thích
     Thí sinh được chọn nhờ nón vàng của huấn luyện viên
| Đội BigDaddy                                    |
| ----------------------------------------------- |
| Nguyễn Thanh Pháp (Pháp Kiều)                   |
| Lê Trọng Hoàng Long (gung0cay) (Giảng Võ Arena) |
| Phạm Bảo Khang (HURRYKNG) (GERDNANG)            |
| Nguyễn Tuấn Duy (Ogenus)                        |
| Đỗ Minh Dũng (IndieK)                           |
| Nguyễn Đình Dương (Tez) (Giảng Võ Arena)        |
| Nguyễn Quốc Đạt (Limitlxss)                     |
| Nguyễn Trường Đạt (Snoopdee) (1 Billion Crew)   |

| Đội Andree Right Hand                        |
| -------------------------------------------- |
| Nguyễn Quang Anh (Rhyder) (DG House)         |
| Lê Hữu Khương (Dubbie)                       |
| Nguyễn Trung Hiếu (Strange H) (SDG)          |
| Dương Minh Đức Anh (Richie D. Icy)           |
| Trần Văn Lai Minh (MinhLai) (Under The Hood) |
| Mai Thanh An (Dlow) (Tổ Quạ)                 |
| Trần Anh Hoàng Thắng (Shorty Thang)          |
| Dương Minh Long (SMO) (95G)                  |

| Đội B Ray                                   |
| ------------------------------------------- |
| Hoàng Đức Duy (Captain)                     |
| Nguyễn Ngọc Đức Trí (DT Tập Rap)            |
| Nguyễn Anh Vũ (Yuno Bigboi)                 |
| Vũ Ngọc Chương (24k.Right) (RhymeZone)      |
| Huỳnh Công Hiếu (Công Hiếu) (Bạn Có Tài Mà) |
| Nguyễn Thanh Long (LoR)                     |
| Đặng Nguyễn Uyển My (Umie)                  |
| Bùi Xuân Trường (Double2T)                  |

| Đội Thái VG                                        |
| -------------------------------------------------- |
| Lê Hoàng Nam (Voltak)                              |
| Hoàng Thị Quỳnh Anh (Cadmium)                      |
| Trần Mai Việt (Mikelodic)                          |
| Lê Hoàng Long (Long Nón Lá)                        |
| Trần Nguyễn Thanh Nhi (Liu Grace) (Under The Hood) |
| Dương Tiến Thành (Hydra) (OG Gang)                 |
| Đào Dương Công Toại (Tọi)                          |
| Nguyễn Ngọc Gia Bảo (wAvy) (OCEAN M.O.B)           |

## Vòng đối đầu
Các huấn luyện viên tiến hành bắt cặp các thi sinh trong đội (không bao gồm những thí sinh đã biểu diễn trước trong vòng thi và được huấn luyện viên cứu), mỗi cặp đấu sẽ được giao đề tài để cùng sáng tác và biểu diễn trong cùng một tiết mục theo chủ đề mà huấn luyện viên đưa ra. Các khán giả tại trường quay sẽ bình chọn cho mỗi thí sinh (mỗi trận chỉ được chọn 1 trong 2), số điểm bình chọn từ khán giả cũng là số điểm của thí sinh trong vòng tiếp theo. Sau đó, ban giám khảo sẽ chọn ra thí sinh thắng trận để đi tiếp, hoặc sẽ trao lại quyền phân định cho huấn luyện viên nếu cần thiết.
Các thí sinh thua trận sẽ thi đấu trong trận giải cứu, từng người sẽ chọn một trong hai nhạc nền có sẵn để sáng tác và trình diễn tại chỗ theo đề tài được đưa ra. Chỉ một thí sinh duy nhất do huấn luyện viên chọn sẽ đi tiếp từ trận đấu này. Quyền nón vàng tiếp tục được áp dụng theo cách thức của vòng trước để cứu một thí sinh thua trận từ các đội khác (không dùng để cứu thành viên của đội mình), với quyền lựa chọn thuộc về thí sinh nếu nhận được nhiều hơn một nón vàng.
Kết thúc vòng đối đầu, các huấn luyện viên sẽ còn lại 6 thí sinh, gồm 5 thí sinh trong đội hình gốc và một thí sinh được cứu từ đội khác bằng nón vàng. Tổng số điểm của 6 thí sinh trong mỗi đội sẽ quyết định thứ tự ưu tiên ở vòng bứt phá (lưu ý rằng số điểm của những thí sinh được huấn luyện viên chủ quản giữ lại thông qua trận Đối đầu hoặc vòng Giải cứu thuộc về chính huấn luyện viên đó, những thí sinh chuyển sang đội huấn luyện viên khác bằng nón vàng sẽ tính số điểm của họ cho đội của huấn luyện viên sử dụng nón vàng, số điểm của những thí sinh bị loại không có tác dụng).
| Chú giải | Thí sinh thắng trận đối đầu                                         | Thí sinh thua trận nhưng được huấn luyện viên khác tung nón cứu      | Thí sinh thua trận phải bước vào trận Giải cứu | Thí sinh an toàn sau trận Giải cứu |
| Chú giải | Huấn luyện viên cứu thí sinh thành công hoặc được thí sinh lựa chọn | Huấn luyện viên tung nón cứu thí sinh nhưng không được thí sinh chọn | Huấn luyện viên tung nón vàng cứu thí sinh     | Thí sinh bị loại                   |

### Đội Andree Right Hand (Da Money Team)
- Phát sóng: Tập 7 (8 tháng 7 năm 2023)
- Tham khảo:[58][59][60][61]

| Thứ tự | Bài hát dự thi (Chủ đề)                   | Thí sinh 1                                   | Thí sinh 1          | Thí sinh 2                          | Thí sinh 2          | Huấn luyện viên khác cứu | Huấn luyện viên khác cứu | Huấn luyện viên khác cứu |
| Thứ tự | Bài hát dự thi (Chủ đề)                   | Tên                                          | Tỷ lệ bình chọn (%) | Tên                                 | Tỷ lệ bình chọn (%) | B Ray                    | BigDaddy                 | Thái VG                  |
| ------ | ----------------------------------------- | -------------------------------------------- | ------------------- | ----------------------------------- | ------------------- | ------------------------ | ------------------------ | ------------------------ |
| 1      | "Money dream" (Giấc mơ tiền)              | Mai Thanh An (Dlow) (Tổ Quạ)                 | 78                  | Nguyễn Trung Hiếu (Strange H) (SDG) | 22                  | —                        | —                        | —                        |
| 2      | "Cậu ấm, cô chén" (Cậu ấm, cô chiêu)      | Nguyễn Quang Anh (Rhyder) (DG House)         | 83                  | Lê Hữu Khương (dubbie)              | 17                  | —                        | —                        | —                        |
| 3      | "Nay mai" (Ngày mai tốt hơn ngày hôm nay) | Trần Văn Lai Minh (MinhLai) (Under The Hood) | 68                  | Trần Anh Hoàng Thắng (Shorty Thang) | 32                  | —                        | —                        | —                        |
| 4      | "Né" (Né)                                 | Dương Minh Long (SMO) (95G)                  | 52                  | Dương Minh Đức Anh (Richie D. Icy)  | 48                  | —                        | —                        | —                        |

Trận Giải cứu
| # | Thí sinh                            | Kết quả                |
| - | ----------------------------------- | ---------------------- |
| 1 | Lê Hữu Khương (Dubbie)              | Bị loại                |
| 2 | Mai Thanh An (Dlow) (Tổ Quạ)        | B Ray dùng nón vàng    |
| 3 | Trần Anh Hoàng Thắng (Shorty Thang) | Bị loại                |
| 4 | Dương Minh Đức Anh (Richie D. ICY)  | Andree Right Hand chọn |

### Đội B Ray (Underdogs)
- Phát sóng: Tập 8 (15 tháng 7 năm 2023)
- Tham khảo:[62][63][64][65]

| Thứ tự | Bài hát dự thi (Chủ đề)              | Thí sinh 1                       | Thí sinh 1          | Thí sinh 2                                  | Thí sinh 2          | Huấn luyện viên khác cứu | Huấn luyện viên khác cứu | Huấn luyện viên khác cứu |
| Thứ tự | Bài hát dự thi (Chủ đề)              | Tên                              | Tỷ lệ bình chọn (%) | Tên                                         | Tỷ lệ bình chọn (%) | Andree Right Hand        | BigDaddy                 | Thái VG                  |
| ------ | ------------------------------------ | -------------------------------- | ------------------- | ------------------------------------------- | ------------------- | ------------------------ | ------------------------ | ------------------------ |
| 1      | "Hạt gạo Việt Nam" (Hạt gạo làng ta) | Nguyễn Thanh Long (LoR)          | 64                  | Bùi Xuân Trường (Double2T)                  | 36                  | —                        |                          | —                        |
| 2      | "Baby gọi cho anh"                   | Hoàng Đức Duy (Captain)          | 57                  | Đặng Nguyễn Uyển My (Umie)                  | 43                  | —                        | Đã sử dụng               | —                        |
| 3      | "Anh là ai?"                         | Nguyễn Ngọc Đức Trí (DT Tập Rap) | 29                  | Huỳnh Công Hiếu (Công Hiếu) (Bạn Có Tài Mà) | 71                  | —                        | Đã sử dụng               | —                        |
| 4      | "Ổn không, Brô?"                     | Nguyễn Anh Vũ (Yuno Bigboi)1     | 63                  | Vũ Ngọc Chương (24k.Right) (RhymeZone)      | 37                  | ‡                        | ‡ ◊                      | ‡                        |

Trận Giải cứu
| Thứ tự | Thí sinh                         | Kết quả    |
| ------ | -------------------------------- | ---------- |
| 1      | Nguyễn Ngọc Đức Trí (DT Tập Rap) | B Ray chọn |
| 2      | Đặng Nguyễn Uyển My (Umie)       | Bị loại    |

1. ^ Trận thứ 4, Thái VG và Andree Right Hand sử dụng nón vàng để cứu thí sinh trước khi giám khảo phân thắng bại, kết quả 24k.Right thắng trận và Yuno Bigboi được giải cứu và về đội Thái VG nhờ nón vàng.

### Đội Thái VG
- Phát sóng: Tập 9 (22 tháng 7 năm 2023)
- Tham khảo:[66][67][68][69]

| Thứ tự | Bài hát dự thi (Chủ đề)   | Thí sinh 1                                         | Thí sinh 1          | Thí sinh 2                               | Thí sinh 2          | Huấn luyện viên khác cứu | Huấn luyện viên khác cứu | Huấn luyện viên khác cứu |
| Thứ tự | Bài hát dự thi (Chủ đề)   | Tên                                                | Tỷ lệ bình chọn (%) | Tên                                      | Tỷ lệ bình chọn (%) | B Ray                    | BigDaddy                 | Andree Right Hand        |
| ------ | ------------------------- | -------------------------------------------------- | ------------------- | ---------------------------------------- | ------------------- | ------------------------ | ------------------------ | ------------------------ |
| 1      | "Ôi trường tôi"           | Lê Hoàng Nam (Voltak)                              | 64                  | Hoàng Thị Quỳnh Anh (Cadmium)            | 36                  | Đã sử dụng               | Đã sử dụng               | —                        |
| 2      | "Yêu hay không yêu"       | Đào Dương Công Toại (Tọi)                          | 45                  | Dương Tiến Thành (Hydra) (OG Gang)       | 55                  | Đã sử dụng               | Đã sử dụng               | —                        |
| 3      | "Tình yêu quá là điên rồ" | Trần Nguyễn Thanh Nhi (Liu Grace) (Under The Hood) | 75                  | Nguyễn Ngọc Gia Bảo (wAvy) (OCEAN M.O.B) | 25                  | Đã sử dụng               | Đã sử dụng               | —                        |
| 4      | "Nơi ta sống"             | Trần Mai Việt (Mikelodic)                          | 41                  | Lê Hoàng Long (Long Nón Lá)              | 59                  | Đã sử dụng               | Đã sử dụng               | —                        |

Trận Giải cứu
| Thứ tự | Thí sinh                                 | Kết quả                 |
| ------ | ---------------------------------------- | ----------------------- |
| 1      | Hoàng Thị Quỳnh Anh (Cadmium)            | Bị loại                 |
| 2      | Nguyễn Ngọc Gia Bảo (wAvy) (OCEAN M.O.B) | Bị loại                 |
| 3      | Dương Tiến Thành (Hydra) (OG Gang)       | Andree sử dụng nón vàng |
| 4      | Lê Hoàng Long (Long Nón Lá)              | Thái VG chọn            |

### Đội BigDaddy
- Phát sóng: Tập 10 (29 tháng 7 năm 2023)
- Tham khảo:

| Thứ tự | Bài hát dự thi (Chủ đề) | Thí sinh 1                                    | Thí sinh 1          | Thí sinh 2                                      | Thí sinh 2          | Huấn luyện viên khác cứu | Huấn luyện viên khác cứu | Huấn luyện viên khác cứu |
| Thứ tự | Bài hát dự thi (Chủ đề) | Tên                                           | Tỷ lệ bình chọn (%) | Tên                                             | Tỷ lệ bình chọn (%) | B Ray                    | Andree Right Hand        | Thái VG                  |
| ------ | ----------------------- | --------------------------------------------- | ------------------- | ----------------------------------------------- | ------------------- | ------------------------ | ------------------------ | ------------------------ |
| 1      | "Bỏ thế nào"            | Nguyễn Đình Dương (Tez) (Giảng Võ Arena)      | 52                  | Lê Trọng Hoàng Long (gung0cay) (Giảng Võ Arena) | 48                  | ‡ ◊                      | Đã sử dụng               | Đã sử dụng               |
| 2      | "Bet on us"             | Phạm Bảo Khang (HURRYKNG) (GERDNANG)          | 54                  | Đỗ Minh Dũng (IndieK)                           | 46                  | Đã sử dụng               | Đã sử dụng               | Đã sử dụng               |
| 3      | "Anh không cố ý"        | Nguyễn Tuấn Duy (OgeNus)                      | 81                  | Nguyễn Quốc Đạt (Limitlxss)                     | 19                  | Đã sử dụng               | Đã sử dụng               | Đã sử dụng               |
| 4      | "Hổng có ưa"            | Nguyễn Trường Đạt (Snoopdee) (1 Billion Crew) | 27                  | Nguyễn Thanh Pháp (Pháp Kiều)                   | 73                  | Đã sử dụng               | Đã sử dụng               | Đã sử dụng               |

Trận Giải cứu
| Thứ tự | Thí sinh                                        | Kết quả       |
| ------ | ----------------------------------------------- | ------------- |
| 1      | Nguyễn Trường Đạt (Snoopdee) (1 Billion Crew)   | Bị loại       |
| 2      | Đỗ Minh Dũng (IndieK)                           | Bị loại       |
| 3      | Lê Trọng Hoàng Long (gung0cay) (Giảng Võ Arena) | BigDaddy chọn |
| 4      | Nguyễn Quốc Đạt (Limitlxss)                     | Bị loại       |
| 5      | Nguyễn Thanh Pháp (Pháp Kiều)                   | Bonus         |

1. ^  Do Trấn Thành yêu cầu

- †: Tiết mục HLV được trao quyền chọn thí sinh đi tiếp.
- ‡: Nón vàng được tung trước khi có kết quả.
- ◊: Nón vàng không có hiệu lực vì HLV đã tung nón vàng từ trước

### Đội hình sau vòng đối đầu
Chú thích
     Thí sinh được cứu từ đội HLV khác nhờ nón vàng
     Thí sinh ở HLV cũ được HLV khác cứu (tên thí sinh được gạch ngang)
     Thí sinh được chọn đi tiếp ở vòng Giải cứu
     Thí sinh bị loại
| HLV               | Các thí sinh                             | Các thí sinh                                    | Các thí sinh                                       | Các thí sinh                                  | Tổng điểm khán giả bình chọn |
| HLV               | Đi tiếp                                  | Đi tiếp                                         | Đi tiếp                                            | Bị loại                                       | Tổng điểm khán giả bình chọn |
| ----------------- | ---------------------------------------- | ----------------------------------------------- | -------------------------------------------------- | --------------------------------------------- | ---------------------------- |
| Andree Right Hand | Nguyễn Trung Hiếu (Strange H) (SDG)      | Nguyễn Quang Anh (Rhyder) (DG House)            | Trần Văn Lai Minh (MinhLai) (Under The Hood)       | Lê Hữu Khương (Dubbie)                        | 328                          |
| Andree Right Hand | Dương Minh Long (SMO) (95G)              | Dương Minh Đức Anh (Richie D.Icy)               | Dương Tiến Thành (Hydra) (OG Gang)                 | Trần Anh Hoàng Thắng (Shorty Thang)           | 328                          |
| Andree Right Hand | Mai Thanh An (Dlow) (Tổ Quạ)             |                                                 |                                                    |                                               | 328                          |
| B Ray             | Nguyễn Thanh Long (LoR)                  | Hoàng Đức Duy (Captain)                         | Huỳnh Công Hiếu (Công Hiếu) (Bạn Có Tài Mà)        | Đặng Nguyễn Uyển My (Umie)                    | 336                          |
| B Ray             | Vũ Ngọc Chương (24K.Right) (RhymeZone)   | Nguyễn Ngọc Đức Trí (DT Tập Rap)                | Mai Thanh An (Dlow) (Tổ Quạ)                       | Đặng Nguyễn Uyển My (Umie)                    | 336                          |
| B Ray             | Bùi Xuân Trường (Double2T)               | Bùi Xuân Trường (Double2T)                      | Nguyễn Anh Vũ (Yuno Bigboi)                        | Nguyễn Anh Vũ (Yuno Bigboi)                   | 336                          |
| Thái VG           | Lê Hoàng Nam (Voltak)                    | Đào Dương Công Toại (Tọi)                       | Trần Nguyễn Thanh Nhi (Liu Grace) (Under The Hood) | Hoàng Thị Quỳnh Anh (Cadmium)                 | 347                          |
| Thái VG           | Trần Mai Việt (Mikelodic)                | Lê Hoàng Long (Long Nón Lá)                     | Nguyễn Anh Vũ (Yuno Bigboi)                        | Nguyễn Ngọc Gia Bảo (wAvy) (OCEAN M.O.B)      | 347                          |
| Thái VG           | Dương Tiến Thành (Hydra)                 |                                                 |                                                    |                                               | 347                          |
| BigDaddy          | Nguyễn Đình Dương (Tez) (Giảng Võ Arena) | Phạm Bảo Khang (HURRYKNG) (GERDNANG)            | Nguyễn Tuấn Duy (OgeNus)                           | Đỗ Minh Dũng (IndieK)                         | 344                          |
| BigDaddy          | Nguyễn Đình Dương (Tez) (Giảng Võ Arena) | Phạm Bảo Khang (HURRYKNG) (GERDNANG)            | Nguyễn Tuấn Duy (OgeNus)                           | Nguyễn Quốc Đạt (Limitlxss)                   | 344                          |
| BigDaddy          | Nguyễn Thanh Pháp (Pháp Kiều)            | Lê Trọng Hoàng Long (gung0cay) (Giảng Võ Arena) | Bùi Xuân Trường (Double2T)                         |                                               | 344                          |
| BigDaddy          | Nguyễn Thanh Pháp (Pháp Kiều)            | Lê Trọng Hoàng Long (gung0cay) (Giảng Võ Arena) | Bùi Xuân Trường (Double2T)                         | Nguyễn Trường Đạt (Snoopdee) (1 Billion Crew) | 344                          |

- Đội BigDaddy là đội duy nhất không nhận được bất kỳ 1 nón vàng nào từ 3 HLV khác.
- Đội B Ray là đội duy nhất nhận được 2 nón vàng.

## Vòng bứt phá
24 thí sinh còn lại được chia thành 6 bảng đấu, mỗi bảng gồm 4 thí sinh từ 4 đội khác nhau. Các thí sinh sáng tác và trình bày tác phẩm của mình theo đề tài được đưa ra. Khi cả bốn thí sinh hoàn thành tiết mục trong bảng đấu, BGK và các HLV sẽ bình chọn để tìm ra người chiến thắng trong bảng đấu (các HLV không được bình chọn cho thí sinh đội mình).
Kết thúc cả 6 bảng đấu, mỗi giám khảo sẽ trao chiếc nón vàng cho một trong số các thí sinh bị loại từ tất cả các bảng mà họ cho rằng là xứng đáng để bước tiếp vào vòng Chung kết. Như vậy, tổng cộng có 9 thí sinh (6 người chiến thắng từ 6 bảng và 3 thí sinh được cứu bởi nón vàng của ba giám khảo) sẽ giành quyền đi tiếp từ vòng này.
Trường hợp có hai thí sinh trở lên có cùng số phiếu bình chọn cao nhất, mỗi người sẽ chọn cho mình một trong hai đoạn beat (với 8 khuông nhạc) và trình diễn ngay lập tức trong cùng một chủ đề mà giám khảo đưa ra để quyết định ai là người chiến thắng cuối cùng.
Cách thức chia bảng:
- Lượt 1: Dựa trên tổng số điểm từ vòng Đối đầu, đội xếp thứ 4 chọn 3 trong 6 thí sinh cho bảng A, B, C. Đội xếp thứ 3 chọn 2 trong 6 thí sinh cho bảng D, E. Đội xếp thứ 2 chọn 1 trong 6 thí sinh cho bảng F. Đội xếp thứ 1 được miễn bốc thăm lượt này.
- Lượt 2: Các huấn luyện viên sắp xếp những thí sinh còn lại vào các vị trí trống để hoàn thành 6 bảng đấu.

Sau đó, các huấn luyện viên sẽ có một lần được chuyển đổi vị trí thí sinh trong các bảng đấu (tuy nhiên, các huấn luyện viên không thay đổi và chốt đội hình).
Chú thích
     Thí sinh đi tiếp vào vòng Chung kết.
     Thí sinh đi tiếp vào vòng Chung kết nhờ nón vàng của ban giám khảo.
     Thí sinh bị loại

### Bảng A
| Thứ tự                       | Tên thí sinh                       | Đội               | Tên bài hát             | Điểm |
| ---------------------------- | ---------------------------------- | ----------------- | ----------------------- | ---- |
| Tập 12 (12 tháng 8 năm 2023) |                                    |                   |                         |      |
| 1                            | Bùi Xuân Trường (Double2T)         | BigDaddy          | "Người miền núi chất"   | 2/7  |
| 2                            | Dương Tiến Thành (Hydra) (OG Gang) | Andree Right Hand | "Cánh cò bay lả bay la" | 0/7  |
| 3                            | Mai Thanh An (Dlow) (Tổ Quạ)       | B Ray             | "Dễ tính"               | 1/7  |
| 4                            | Trần Mai Việt (Mikelodic)          | Thái VG           | "Khúc ca vàng"          | 4/7  |

1. ^  Double2T được hỗ trợ bởi vũ đoàn Bước Nhảy.
2. ^  Mikelodic được hỗ trợ bởi các thí sinh đội Thái VG: Tọi, wAvy, Voltak và cả huấn luyện viên Thái VG.

- Double2T được cứu bởi JustaTee.

### Bảng B
| Thứ tự                       | Tên thí sinh                                    | Đội               | Tên bài hát                     | Điểm |
| ---------------------------- | ----------------------------------------------- | ----------------- | ------------------------------- | ---- |
| Tập 13 (19 tháng 8 năm 2023) |                                                 |                   |                                 |      |
| 1                            | Lê Trọng Hoàng Long (gung0cay) (Giảng Võ Arena) | BigDaddy          | "Không hề giả trân"             | 2/7  |
| 2                            | Huỳnh Công Hiếu (Công Hiếu) (Bạn Có Tài Mà)     | B Ray             | "Sống cho hết đời thanh xuân 4" | 3/7  |
| Tập 14 (26 tháng 8 năm 2023) |                                                 |                   |                                 |      |
| 3                            | Dương Minh Đức Anh (Richie D.Icy)               | Andree Right Hand | "Dậy đi"                        | 0/7  |
| 4                            | Nguyễn Anh Vũ (Yuno Bigboi)                     | Thái VG           | "Sau bức màn nhung"             | 2/7  |

1. ^  gung0cay được hỗ trợ bởi biên đạo Lan Nhi, Đức Hùng, 24K.Right, Mikelodic và Rhyder.
2. ^  Công Hiếu được hỗ trợ bởi Ngắn, Tân Tian và vũ đoàn Bước Nhảy.
3. ^  Yuno Bigboi được hỗ trợ bởi Tiêu Minh Phụng, Lý Anh Khoa và vũ đoàn Bước Nhảy.

### Bảng C
| Thứ tự                       | Tên thí sinh                             | Đội               | Tên bài hát            | Điểm |
| ---------------------------- | ---------------------------------------- | ----------------- | ---------------------- | ---- |
| Tập 11 (5 tháng 8 năm 2023)  |                                          |                   |                        |      |
| 1                            | Nguyễn Thanh Long (LoR)                  | B Ray             | "Sao mà đỡ được"       | 0/7  |
| 2                            | Nguyễn Trung Hiếu (Strange H) (SDG)      | Andree Right Hand | "U là trời"            | 2/7  |
| Tập 12 (12 tháng 8 năm 2023) |                                          |                   |                        |      |
| 3                            | Lê Hoàng Nam (Voltak)                    | Thái VG           | "Dream soldier"        | 1/7  |
| 4                            | Nguyễn Đình Dương (Tez) (Giảng Võ Arena) | BigDaddy          | "Enjoy cái moment này" | 4/7  |

1. ^  Strange H được hỗ trợ bởi vũ đoàn Bước Nhảy.
2. ^  Tez được hỗ trợ bởi Anh Tú - Vũ Thảo My.

### Bảng D
| Thứ tự                      | Tên thí sinh                                       | Đội               | Tên bài hát           | Điểm |
| --------------------------- | -------------------------------------------------- | ----------------- | --------------------- | ---- |
| Tập 11 (5 tháng 8 năm 2023) |                                                    |                   |                       |      |
| 1                           | Trần Văn Lai Minh (Minh Lai) (Under The Hood)      | Andree Right Hand | "Tốt gỗ hay Nước sơn" | 1/7  |
| 2                           | Trần Nguyễn Thanh Nhi (Liu Grace) (Under The Hood) | Thái VG           | "Take it easy"        | 4/7  |
| 3                           | Phạm Bảo Khang (HURRYKNG) (GERDNANG)               | BigDaddy          | "Một công đôi việc"   | 1/7  |
| 4                           | Nguyễn Ngọc Đức Trí (DT Tập Rap)                   | B Ray             | "Thầy bói xem voi"    | 1/7  |

1. ^  Minh Lai được hỗ trợ bởi Wxrdie.
2. ^  Liu Grace được hỗ trợ bởi vũ đoàn Pu Xi Pao.
3. ^  HURRYKNG được hỗ trợ bởi HIEUTHUHAI và vũ đoàn S4 Crew Vietnam.
4. ^  DT Tập Rap được hỗ trợ bởi Kymleez (Tích Kỳ), Hà Trà Đá, Nguyễn Minh Triết, Võ Công Phương và cả huấn luyện viên B Ray.

### Bảng E
| Thứ tự                       | Tên thí sinh                         | Đội               | Tên bài hát       | Điểm |
| ---------------------------- | ------------------------------------ | ----------------- | ----------------- | ---- |
| Tập 13 (19 tháng 8 năm 2023) |                                      |                   |                   |      |
| 1                            | Lê Hoàng Long (Long Nón Lá)          | Thái VG           | "Có làm có ăn"    | 2/7  |
| 2                            | Hoàng Đức Duy (Captain)              | B Ray             | "Rolling down"    | 2/7  |
| 3                            | Nguyễn Quang Anh (Rhyder) (DG House) | Andree Right Hand | "Từ chối hiểu"    | 3/7  |
| 4                            | Nguyễn Tuấn Duy (OgeNus)             | BigDaddy          | "Mẹ biết mẹ buồn" | 0/7  |

1. ^  Long Nón Lá được hỗ trợ bởi vũ đoàn Bước Nhảy.
2. ^  Captain được hỗ trợ bởi Hà Trà Đá và mẹ của mình (Phạm Ngọc Hà).

### Bảng F
| Thứ tự                       | Tên thí sinh                           | Đội               | Tên bài hát  | Điểm |
| ---------------------------- | -------------------------------------- | ----------------- | ------------ | ---- |
| Tập 14 (26 tháng 8 năm 2023) |                                        |                   |              |      |
| 1                            | Đào Dương Công Toại (Tọi)              | Thái VG           | "Thoát"      | 1/7  |
| 2                            | Dương Minh Long (SMO) (95G)            | Andree Right Hand | "Nhà văn vở" | 1/7  |
| 3                            | Vũ Ngọc Chương (24K.Right) (RhymeZone) | B Ray             | "Từ A đến Z" | 3/7  |
| 4                            | Nguyễn Thanh Pháp (Pháp Kiều)          | BigDaddy          | "Say bye!"   | 2/7  |

1. ^  SMO được hỗ trợ bởi Hoàng Tôn.
2. ^  24K.Right được hỗ trợ bởi vũ đoàn Bước Nhảy.
3. ^  Pháp Kiều được hỗ trợ bởi Dương Hoàng Yến.

- SMO được cứu bởi Karik.
- Pháp Kiều được cứu bởi Suboi.

### Đội hình sau vòng bứt phá
| Bảng | Andree Right Hand                             | B Ray                                       | BigDaddy                                        | Thái VG                                            |
| ---- | --------------------------------------------- | ------------------------------------------- | ----------------------------------------------- | -------------------------------------------------- |
| A    | Dương Tiến Thành (Hydra) (OG Gang)            | Mai Thanh An (Dlow) (Tổ Quạ)                | Bùi Xuân Trường (Double2T)                      | Trần Mai Việt (Mikelodic)                          |
| B    | Dương Minh Đức Anh (Richie D.Icy)             | Huỳnh Công Hiếu (Công Hiếu) (Bạn Có Tài Mà) | Lê Trọng Hoàng Long (gung0cay) (Giảng Võ Arena) | Nguyễn Anh Vũ (Yuno Bigboi)                        |
| C    | Nguyễn Trung Hiếu (Strange H) (SDG)           | Nguyễn Thanh Long (LoR)                     | Nguyễn Đình Dương (Tez) (Giảng Võ Arena)        | Lê Hoàng Nam (Voltak)                              |
| D    | Trần Văn Lai Minh (Minh Lai) (Under The Hood) | Nguyễn Ngọc Đức Trí (DT Tập Rap)            | Phạm Bảo Khang (HURRYKNG) (GERDNANG)            | Trần Nguyễn Thanh Nhi (Liu Grace) (Under The Hood) |
| E    | Nguyễn Quang Anh (Rhyder) (DG House)          | Hoàng Đức Duy (Captain)                     | Nguyễn Tuấn Duy (OgeNus)                        | Lê Hoàng Long (Long Nón Lá)                        |
| F    | Dương Minh Long (SMO) (95G)                   | Vũ Ngọc Chương (24k.Right) (RhymeZone)      | Nguyễn Thanh Pháp (Pháp Kiều)                   | Đào Dương Công Toại (Tọi)                          |

## Vòng chung kết
9 thí sinh còn lại sẽ tham gia vào cuộc đấu cuối cùng. Mỗi thí sinh sẽ sáng tác và trình diễn cá nhân ở đêm đầu tiên, sau đó kết hợp với huấn luyện viên và giám khảo trong đêm Gala được truyền hình trực tiếp.
Khán giả có thể bình chọn thí sinh mà họ mong muốn trở thành người chiến thắng thông qua ứng dụng VieON. Kết quả chung cuộc sẽ dựa vào số bình chọn của khán giả (60%) và điểm số của các huấn luyện viên và giám khảo (40%). Huấn luyện viên sẽ được tính 1 phiếu khi bình chọn cho thí sinh của mình và 2 phiếu khi bình chọn cho thí sinh của đội khác. Thí sinh có tổng điểm cao nhất sẽ chiến thắng và trở thành quán quân.
Cơ cấu giải thưởng bao gồm:
- Quán quân: 450 triệu đồng tiền mặt, 1 hợp đồng thu âm trị giá 500 triệu đồng với Warner Music Vietnam.
- Á quân: 100 triệu đồng.
- Hạng ba: 50 triệu đồng.
- Top 9: Mỗi giải 20 triệu đồng.

     Quán quân
     Á quân
     Giải ba

### Trình diễn Solo (tập 15 - 2 tháng 9 năm 2023)
Tham khảo: 
| Thứ tự | Tên thí sinh                                       | Đội               | Tên bài hát                   | Mã số bình chọn | Tổng điểm chung cuộc |
| ------ | -------------------------------------------------- | ----------------- | ----------------------------- | --------------- | -------------------- |
| 1      | Bùi Xuân Trường (Double2T)                         | BigDaddy          | "Kéo em về làm vợ"            | 04              | 27.5%                |
| 2      | Dương Minh Long (SMO) (95G)                        | Andree Right Hand | "Huhu haha"                   | 02              | –                    |
| 3      | Nguyễn Đình Dương (Tez) (Giảng Võ Arena)           | BigDaddy          | "Khi cơn mơ dần phai"         | 03              | –                    |
| 4      | Nguyễn Thanh Pháp (Pháp Kiều)                      | BigDaddy          | "Lối đi riêng"                | 01              | –                    |
| 5      | Huỳnh Công Hiếu (Công Hiếu) (Bạn Có Tài Mà)        | B Ray             | "Ai cũng có thể là quán quân" | 07              | –                    |
| 6      | Trần Mai Việt (Mikelodic)                          | Thái VG           | "Nhạc cho mẹ"                 | 08              | –                    |
| 7      | Trần Nguyễn Thanh Nhi (Liu Grace) (Under The Hood) | Thái VG           | Có nhiều cái khó nói"         | 05              | 21.7%                |
| 8      | Nguyễn Quang Anh (Rhyder) (DG House)               | Andree Right Hand | "Anh không xứng"              | 09              | –                    |
| 9      | Vũ Ngọc Chương (24k.Right) (RhymeZone)             | B Ray             | "Truy lùng bảo vật"           | 06              | 25.8%                |

1. ^  Double2T được hỗ trợ bởi vũ đoàn Bước Nhảy và Phùng Minh Cường (Thái Sơn Beatbox hỗ trợ DJ).
2. ^  SMO được hỗ trợ bởi Lil' Wuyn và vũ đoàn Kallus.
3. ^  Tez được hỗ trợ bởi ca sĩ Myra Trần (Lady Mây của Ca sĩ mặt nạ mùa 1).
4. ^  Pháp Kiều được hỗ trợ bởi vũ đoàn Bước Nhảy.
5. ^  Công Hiếu được hỗ trợ bởi vũ đoàn Bước Nhảy, Lộ Lộ và ca sĩ Bùi Công Nam.
6. ^  Liu Grace được hỗ trợ bởi vũ đoàn Pu Xi Pao, Sơn Lương và Tấn Huy.
7. ^  Rhyder được hỗ trợ bởi vũ đoàn Bước Nhảy.
8. ^  24K.Right được hỗ trở bởi vũ đoàn Bước Nhảy và ca sĩ Sofia.

### Trình diễn kết hợp cùng HLV và Giám khảo (tập 16 - 9 tháng 9 năm 2023)
Các tiết mục của các thí sinh được ghi hình và phát sóng. Phần trình diễn của khách mời và phần trao giải được truyền hình trực tiếp.
Tham khảo: 
| Thứ tự                        | Tên thí sinh                                                             | Đội               | Tên bài hát                                                  | Song ca cùng      |
| ----------------------------- | ------------------------------------------------------------------------ | ----------------- | ------------------------------------------------------------ | ----------------- |
| 1                             | Nguyễn Đình Dương (Tez) (Giảng Võ Arena)                                 | BigDaddy          | "Miễn chê"                                                   | BigDaddy          |
| 2                             | Nguyễn Quang Anh (Rhyder) (DG House)                                     | Andree Right Hand | "Da Money Team (Ánh đèn sân khấu 2)"                         | Andree Right Hand |
| 3                             | Huỳnh Công Hiếu (Công Hiếu) (Bạn Có Tài Mà)                              | B Ray             | "Người được chọn"                                            | B Ray             |
| 3                             | Vũ Ngọc Chương (24k.Right) (RhymeZone)                                   | B Ray             | "Người được chọn"                                            | B Ray             |
| 4                             | Dương Minh Long (SMO) (95G)                                              | Andree Right Hand | "Vải thiều"                                                  | Karik             |
| 5                             | Nguyễn Thanh Pháp (Pháp Kiều)                                            | BigDaddy          | "Như hình với bóng"                                          | Suboi             |
| 6                             | Trần Nguyễn Thanh Nhi (Liu Grace) (Under The Hood)                       | Thái VG           | "Việt Nam muôn đời"                                          | Thái VG           |
| 6                             | Trần Mai Việt (Mikelodic)                                                | Thái VG           | "Việt Nam muôn đời"                                          | Thái VG           |
| 7                             | Bùi Xuân Trường (Double2T)                                               | BigDaddy          | "Tay-Lai Pr0 (Tây-Lai Pro)"                                  | JustaTee          |
| Phần trình diễn của khách mời |                                                                          |                   |                                                              |                   |
| 1                             | Phúc Du                                                                  | —                 | "Mashup Yêu Anh Đi Mẹ Anh Bán Bánh Mì x Anh Mời Mẹ Nghỉ Hưu" | —                 |
| 2                             | VannDa                                                                   | —                 | "Solo"                                                       | —                 |
| 3                             | VannDa                                                                   | —                 | "Not OK But Sickerrr (Ngầu)"                                 | Suboi             |
| 4                             | IndieK, HURRYKNG, Captain, OgeNus, Strange H, gung0cay, Yuno Bigboi, Tọi | —                 | "Vẫn Lit - Hội Không Nón"                                    | —                 |

1. ^  Tez và BigDaddy được hỗ trợ bởi vũ đoàn Bước Nhảy.
2. ^  Rhyder và Andree Right Hand được hỗ trợ bởi vũ đoàn Bước Nhảy và ca sĩ Evy.
3. ^  Công Hiếu, 24K.Right và B Ray được hỗ trợ bởi Captain, Đạt G và team B Ray.
4. ^  SMO và Karik được hỗ trợ bởi vũ đoàn Bước Nhảy.
5. ^  Pháp Kiều và Suboi được hỗ trợ bởi nhóm nhảy Haus Of Valentien và Black Jack Waaking.
6. ^  Liu Grace, Mikelodic và Thái VG được hỗ trợ bởi đội trống High Power Drumline Vietnam.
7. ^  Double2T và JustaTee được hỗ trợ bởi vũ đoàn Bước Nhảy.
8. ^  VannDa được hỗ trợ bởi vũ đoàn Tàu Bay Nhanh.
9. ^  VannDa và Suboi được hỗ trợ bởi vũ đoàn Bước Nhảy.
10. ^  Tiết mục Cypher được hỗ trợ bởi vũ đoàn Bước Nhảy.

## Bảng loại trừ
| Tên thí sinh (Rap name) (nhóm nhạc)                | Vòng Chinh phục | Vòng Chinh phục | Vòng Đối đầu | Vòng Bứt phá | Vòng Bứt phá | Vòng Chung kết |
| -------------------------------------------------- | --------------- | --------------- | ------------ | ------------ | ------------ | -------------- |
| Bùi Xuân Trường (Double2T)                         |                 | An toàn         | Nguy hiểm    | A            | Nguy hiểm    | Quán quân      |
| Vũ Ngọc Chương (24K.Right) (RhymeZone)             |                 | An toàn         | An toàn      | F            | Thắng        | Á quân         |
| Trần Nguyễn Thanh Nhi (Liu Grace) (Under The Hood) |                 | An toàn         | An toàn      | D            | Thắng        | Top 3          |
| Huỳnh Công Hiếu (Công Hiếu) (Bạn Có Tài Mà)        |                 | An toàn         | An toàn      | B            | Thắng        | Top 5          |
| Nguyễn Thanh Pháp (Pháp Kiều)                      |                 | An toàn         | An toàn      | F            | Nguy hiểm    | Top 5          |
| Nguyễn Đình Dương (Tez) (Giảng Võ Arena)           |                 | An toàn         | An toàn      | C            | Thắng        | Top 9          |
| Dương Minh Long (SMO) (95G)                        |                 | An toàn         | An toàn      | F            | Nguy hiểm    | Top 9          |
| Trần Mai Việt (Mikelodic)                          |                 | An toàn         | An toàn      | A            | Thắng        | Top 9          |
| Nguyễn Quang Anh (Rhyder) (DG House)               |                 | An toàn         | An toàn      | E            | Thắng        | Top 9          |
| Mai Thanh An (Dlow) (Tổ Quạ)                       |                 | An toàn         | Nguy hiểm    | A            | Loại         |                |
| Dương Tiến Thành (Hydra) (OG Gang)                 |                 | An toàn         | Nguy hiểm    | A            | Loại         |                |
| Nguyễn Anh Vũ (Yuno Bigboi)                        |                 | An toàn         | Nguy hiểm    | B            | Loại         |                |
| Lê Trọng Hoàng Long (gung0cay) (Giảng Võ Arena)    |                 | An toàn         | Nguy hiểm    | B            | Loại         |                |
| Dương Minh Đức Anh (Richie D.Icy)                  |                 | An toàn         | Nguy hiểm    | B            | Loại         |                |
| Nguyễn Trung Hiếu (Strange H) (SDG)                |                 | An toàn         | An toàn      | C            | Loại         |                |
| Lê Hoàng Nam (Voltak)                              |                 | An toàn         | An toàn      | C            | Loại         |                |
| Nguyễn Thanh Long (LoR)                            |                 | An toàn         | An toàn      | C            | Loại         |                |
| Phạm Bảo Khang (HURRYKNG) (GERDNANG)               |                 | An toàn         | An toàn      | D            | Loại         |                |
| Trần Văn Lai Minh (MinhLai) (Under The Hood)       |                 | An toàn         | An toàn      | D            | Loại         |                |
| Nguyễn Ngọc Đức Trí (DT Tập Rap)                   |                 | An toàn         | Nguy hiểm    | D            | Loại         |                |
| Lê Hoàng Long (Long Nón Lá)                        |                 | An toàn         | Nguy hiểm    | E            | Loại         |                |
| Hoàng Đức Duy (Captain)                            |                 | An toàn         | An toàn      | E            | Loại         |                |
| Nguyễn Tuấn Duy (OgeNus)                           |                 | An toàn         | An toàn      | E            | Loại         |                |
| Đào Dương Công Toại (Tọi)                          |                 | An toàn         | An toàn      | F            | Loại         |                |
| Nguyễn Trường Đạt (Snoopdee) (1 Billion Crew)      |                 | An toàn         | Loại         |              |              |                |
| Nguyễn Quốc Đạt (Limitlxss)                        |                 | An toàn         | Loại         |              |              |                |
| Đỗ Minh Dũng (IndieK)                              |                 | An toàn         | Loại         |              |              |                |
| Nguyễn Ngọc Gia Bảo (wAvy) (OCEAN M.O.B)           |                 | An toàn         | Loại         |              |              |                |
| Hoàng Thị Quỳnh Anh (Cadmium)                      |                 | An toàn         | Loại         |              |              |                |
| Đặng Nguyễn Uyển My (Umie)                         |                 | An toàn         | Loại         |              |              |                |
| Trần Anh Hoàng Thắng (Shorty Thang)                |                 | An toàn         | Loại         |              |              |                |
| Lê Hữu Khương (dubbie)                             |                 | An toàn         | Loại         |              |              |                |

   Thí sinh nam.
   Thí sinh nữ.
   Thí sinh đội BigDaddy.
   Thí sinh đội Andree Right Hand.
   Thí sinh đội B Ray.
   Thí sinh đội Thái VG.
An toàn Thí sinh được vào vòng trong không qua nón vàng hay vòng giải cứu.
An toàn Thí sinh được HLV tung nón vàng ở vòng Chinh phục.
Nguy hiểm Thí sinh được cứu bởi HLV đội khác nhờ chiếc nón vàng ở vòng Đối đầu.
Nguy hiểm Thí sinh được cứu bởi HLV ở vòng Đối đầu (vòng 8Bar).
Loại Thí sinh bị loại.
Thắng Thí sinh bước vào đêm Chung kết.
Nguy hiểm Thí sinh bước vào đêm Chung kết nhờ nón vàng của Ban giám khảo.
Quán quân Top 1
Á quân Top 2
Top 3 Top 3
Top 5 Top 4-5
Top 9 Top 6-9

## Đón nhận
Sự trở lại của Rap Việt mùa 3 đã khiến người hâm mộ thích thú bởi hai mùa trước được đánh giá thành công, tạo được dấu ấn khi đưa rap và nghệ sĩ trong giới underground (cộng đồng các rapper) đến với khán giả đại chúng yêu âm nhạc. Báo Thanh Niên cho hay, đội ngũ sản xuất hẳn luôn kỳ vọng sẽ tuyển chọn được đủ cả chất và lượng để có thể góp phần vào hành trình "truyền cảm hứng sống đẹp" từ Rap Việt khi tổ chức mùa thứ ba. Dù đã bước sang mùa thứ 3 nhưng Rap Việt vẫn giữ được sức nóng cũng như lượng fan hâm mộ đông đảo ủng hộ chương trình ngay từ những ngày đầu casting.
Tập 1 của chương trình gây chú ý với màn chào sân "We Go Hard" với sự trình diễn của 7 giám khảo và huấn luyện viên. Trên YouTube chính thức của nhà sản xuất, chương trình thu hút đến hơn 100.000 người xem cùng lúc chỉ trong 5 phút đầu phát sóng. Đồng thời, tập 1 đã đạt Top 1 thịnh hành trên YouTube chỉ sau 10 tiếng phát hành. Trên nền tảng TikTok, các đoạn clip được cắt ra từ tập 1 cũng nhanh chóng ghi nhận hàng triệu lượt xem. Một bài viết đánh giá trên báo Tiền Phong cho biết điểm sáng trong tập đầu tiên đến từ các giám khảo Karik, JustaTee và đặc biệt là giám khảo Suboi - nhân vật nữ cố định duy nhất trong chương trình. Bài viết nhận định rằng, các giám khảo mùa này không còn sự nhạt nhòa, mâu thuẫn như ở mùa trước mà bình tĩnh phân tích, đưa ra góc nhìn mang tính đường dài và sẵn sàng lắng nghe nguyện vọng của thí sinh trước khi đưa ra quyết định cuối cùng. Trong khi đó, các huấn luyện viên chưa có sự giành giật thí sinh như những mùa trước mà tập trung vào chuyên môn và tôn trọng lẫn nhau. Tập 2 cũng nhanh chóng có được thành tích tương tự sau 12 giờ công chiếu, mặc dù vướng nhiều tranh cãi và chỉ trích. Báo Thanh Niên cho rằng lượt theo dõi chương trình vẫn "ùn ùn" vì sự hiếu kỳ của khán giả. VnExpress nhận xét rằng dù không bùng nổ như mùa đầu tiên nhưng mùa này lôi cuốn hơn mùa thứ hai.
Hai tập tiếp theo đó cũng có mặt tại top thịnh hành YouTube trong vòng chưa đầy 12 giờ sau khi công chiếu và đều có lượt xem cao. Theo bảng xếp hạng SocialTrend Ranking, tập 3 của chương trình đứng đầu bảng trong nhóm âm nhạc tuần từ ngày 6 đến 12 tháng 6 năm 2023.
Đến vòng đối đầu, sức hút của chương trình vẫn được duy trì. Tập 8 ghi nhận số lượt xem cùng lúc trên cả hai nền tảng VieON và YouTube lên tới gần 1 triệu người, và 2 triệu lượt xem trong vòng 4 giờ kể từ khi công chiếu. Album Rap Việt tập 10 gồm 4 tiết mục trình diễn từ đội BigDaddy trở thành album đầu tiên lọt vào bảng xếp hạng Apple Music tại Úc, Singapore và Campuchia.
Theo bảng xếp hạng thịnh hành của SocialTrend Ranking, màn trình diễn ấn tượng của các thí sinh bảng A (ở tập 12) trong vòng bứt phá của Rap Việt mùa 3, đặc biệt là hai phần trình diễn của Tez và Double2T giúp cho chương trình dẫn đầu bảng xếp hạng tuần từ 8 đến 14 tháng 8 năm 2023 với 237,47 nghìn lượt thảo luận và 6,1 triệu lượt tương tác. Riêng Double2T, anh trở thành thí sinh được các giám khảo, huấn luyện viên lẫn khán giả yêu thích nhiều nhất ngay từ vòng chinh phục với tiết mục rap "Thanh âm miền núi". Cùng với sức hút gián tiếp từ bài hát "À lôi" của anh kết hợp cùng với Masew (đã lọt top 1 thịnh hành về âm nhạc trên YouTube), nhiều khán giả đang mong muốn một chiếc nón vàng để anh bước tiếp vào chung kết. Cũng trong vòng bứt phá, tiết mục "Rolling Down" của thí sinh Captain lần đầu tiên lọt top 10 của một nền tảng streaming tại Việt Nam.
Trong tập 13, hình ảnh Captain cùng mẹ biểu diễn trong một tiết mục đã khiến nhiều khán giả xúc động. Nhiều người cho rằng tiết mục của anh là tiết mục thành công nhất chương trình vì nó đã biến giấc mơ của hai mẹ con thành hiện thực. Báo Công an nhân dân cho rằng trong mùa này, rất nhiều phụ huynh đã đồng hành cùng con và tự nguyện làm một khán giả của dòng nhạc rap - một dòng nhạc vốn không để lại thiện cảm gì với họ trước đây.
Theo thống kê của ban tổ chức, mùa thứ ba của Rap Việt đã ghi nhận hơn 8 tỷ lượt xem trên tất cả các nền tảng của chương trình, chứng tỏ được sức hút mạnh mẽ của mùa này. Bên cạnh đó, chương trình cũng đã ghi nhận 20 tiết mục ở mùa này góp mặt cùng lúc trên bảng xếp hạng âm nhạc số. Trong một bài viết trên báo Tuổi Trẻ, tác giả bài viết cho rằng hành trình của Rap Việt mùa 3 đã tạo sự chú ý cho khán giả trong suốt ba tháng lên sóng. Xuyên suốt chương trình, tất cả các tập phát sóng đều đạt hơn nửa triệu người xem cùng lúc. Trong đó, đêm chung kết và trao giải mùa 3 thu hút gần 1,3 triệu người xem trực tiếp trên các nền tảng YouTube và VieON. Sau chưa đầy 12 giờ lên sóng, tập 16 đạt 5,4 triệu lượt xem và có mặt tại top 1 thịnh hành trên YouTube. Theo bảng xếp hạng SocialTrend Ranking tuần từ 19 đến 25 tháng 9, Rap Việt mùa 3 đạt 37,3 nghìn lượt thảo luận và đứng ở vị trí thứ hai ở mảng âm nhạc, chứng tỏ sức hút được duy trì khi All-star Concert chuẩn bị được diễn ra.

## Tranh cãi

### Trước chương trình
Mặc dù chương trình đã tạo ra cơn sốt mạnh mẽ khi lần đầu tiên mang Rap đến với khán giả đại chúng vào năm 2020, nhưng sang mùa thứ 2, chương trình đã có dấu hiệu giảm nhiệt. Ngoài ra, việc Wowy cũng như các nghệ sĩ SpaceSpeakers thông báo chia tay chương trình sau mùa 2 cũng khiến Rap Việt mùa 3 mất đi những nhân vật thu hút khán giả truyền hình và tạo sức hút cho chương trình, trong đó có huấn luyện viên, giám khảo và nhà sản xuất âm nhạc, trong đó có Binz và Rhymastic. Việc tìm ra một nhân tố khác đủ tạo sức bùng nổ cho chương trình cũng không hề đơn giản vì ngay ở mùa trước đó, chất lượng thí sinh của chương trình đã bị đánh giá là suy giảm do những thí sinh rapper trẻ nổi danh nhất đã lần lượt xuất hiện tại chương trình. Điều này khiến mùa 3 của chương trình đứng trước nhiều khó khăn và thử thách về việc giữ chân khán giả cũng như duy trì chất lượng chương trình, đặc biệt trong thời điểm mà những gameshow trên truyền hình đang giảm đi sức nóng vốn có.
Trên các trang thông tin về âm nhạc, thông tin Rap Việt mùa 3 trở lại tạo nên cuộc tranh cãi lớn. Nhiều người bày tỏ sự không mặn mà với chương trình khi nhận thấy xu thế nhạc rap đang dần hạ nhiệt. Trao đổi với Dân Việt, rapper Hà Lê cho rằng nhạc rap nói riêng hay văn hóa hip-hop nói chung vẫn còn rất mới tại thị trường Việt Nam; bởi vậy không thể chỉ trông chờ vào một vài chương trình truyền hình như Rap Việt mà các rapper cần tiếp tục lao động, sáng tạo chăm chỉ và cống hiến cho thị trường âm nhạc thì mới có thể nói Rap Việt có vị thế của mình trong nền âm nhạc Việt.
Việc Trấn Thành tiếp tục đồng hành cùng chương trình mùa này cũng gây tranh cãi mặc dù anh là nhân tố quan trọng của chương trình trong hai mùa trước đó. Một số khán giả ủng hộ anh tiếp tục đồng hành cùng chương trình, và nhận xét không ai giữ vai trò này tốt hơn anh. Nhưng cũng có một số khán giả tỏ ra ngán ngẩm vì không thích cách Trấn Thành dẫn dắt và nhắc lại những ồn ào mùa trước của anh.

#### Về quy định casting
Vòng casting Rap Việt mùa 3 có nhiều thay đổi khi ban tổ chức quy định sử dụng từ ngữ văn minh. Thí sinh khi tới casting không được dùng ngôn từ dung tục và xưng "mày", "tao". Thông báo trên của ban tổ chức lập tức gây tranh luận. Một số khán giả và cả rapper cho rằng quy định quá nghiêm ngặt về ca từ, đặc biệt việc không xưng "mày", "tao" làm mất đi sự đặc trưng của giới Underground. Như vậy, Rap Việt dễ bị biến thành cuộc thi âm nhạc thông thường và không còn sự gai góc, cá tính vốn có của rap. Trao đổi với báo Thanh Niên, khán giả Trần Nhật Ánh, sinh viên trường Đại học Kinh tế Thành phố Hồ Chí Minh, cho rằng cách xưng hô "mày - tao" ở nhiều nơi không hẳn mang chiều hướng tiêu cực, mà đó là cách giao tiếp của những người thân thiết với nhau. Những khán giả trẻ yêu thích nhạc rap cũng cho biết lời rap của không ít các ca khúc rap đã từng gây sốt cộng đồng mạng vẫn xuất hiện cụm từ "mày - tao", nên việc không cho phép người chơi rap sử dụng cụm từ xưng hô này là quá cứng nhắc. Một số ý kiến khác cho rằng việc không được sử dụng "mày - tao" trong bài rap sẽ khiến những bản rap mất hay, thiếu cái "chất" rap. Trái lại, nhiều rapper tên tuổi có quan điểm "nhập gia tùy tục", nghĩa là khi tham gia vào chương trình cần phải thực hiện đúng quy định mà ban tổ chức đề ra, và muốn trở thành rapper nổi tiếng, cần phải biết kiểm soát ngôn từ của mình, và không được dùng "mày - tao" trong lời bài rap.

#### Tranh cãi người cũ đi casting
Vòng casting Rap Việt mùa 3 ghi nhận hơn 1.500 đơn đăng ký sau 2 ngày tổ chức tại thành phố Hồ Chí Minh. Phần lớn trong số các thí sinh tham gia casting là các rapper tân binh, còn lại là một số rapper có tên tuổi. Do đó, báo Tiền Phong nhận định, chắc chắn không có tình trạng Rap Việt mùa 3 "cạn vốn" thí sinh như lo ngại.
Tuy nhiên, việc các thí sinh vừa tham gia mùa 2, thậm chí có người còn vào vòng chung kết, lại tiếp tục đi casting ở mùa thứ 3 là điều gần như chưa có tiền lệ tại các chương trình âm nhạc tại Việt Nam. Mặc dù các rapper từng tham gia sẽ có kỹ năng, kinh nghiệm tốt hơn, nhưng báo Tiền Phong khẳng định nó sẽ khiến mùa 3 rơi vào tình trạng "bình mới rượu cũ". Mặt khác, nếu đẩy trọng tâm các rapper tân binh, báo nhận định chương trình có nhiều màu sắc mới, nhưng chất lượng thí sinh sẽ bị bỏ ngỏ. Trên mạng xã hội, nhiều khán giả chỉ trích các rapper cũ "cố đấm ăn xôi" khi cùng tiếp tục casting ở mùa này.

### Trong chương trình
Một bài viết trên báo điện tử Tiền Phong cho rằng mùa thứ ba của Rap Việt vẫn chưa có tiết mục nào gây sốt sau ba tập phát sóng, mặc dù những thí sinh gây chú ý nhất của chương trình đã lần lượt xuất hiện như Richie D. ICY, HURRYKNG,... Hiệu ứng của chương trình bị đánh giá là suy giảm và chất lượng chương trình cũng bị cho là không còn tính bất ngờ so với những mùa trước. Ngay cả những tiết mục của những thí sinh đã từng tham gia các mùa trước đó vẫn bị cho là khá an toàn và không tạo được sự bùng nổ như kỳ vọng, các tiết mục trên các nền tảng mạng xã hội chỉ có sức hút khiêm tốn. Báo còn cho rằng thứ gây chú ý nhiều nhất lại liên quan đến những tranh cãi xoay quanh các tiết mục trong chương trình.

#### Tranh cãi về luật thi vòng chinh phục
Luật thi của vòng chinh phục tại mùa thứ ba chương trình Rap Việt đang gây ra những phản ứng trái chiều cho người xem khi để khán giả tại trường quay quyết định quyền đi tiếp của thí sinh. Theo luật thi, bình chọn của khán giả tại trường quay phải trên 50% thì thí sinh mới được đi tiếp, nếu không thì thí sinh vẫn sẽ bị loại dù cho huấn luyện viên có đạp nút chọn thí sinh. Trong tập đầu tiên, hai thí sinh nổi bật đều được cả 4 huấn luyện viên đạp chọn và có tỷ lệ bình chọn của khán giả tại trường quay cao nhất tập - Cadmium và Pháp Kiều - với tỷ lệ bình chọn lần lượt là 100% và 98% bị đem ra so sánh. Nhiều bình luận của khán giả cho rằng trong khi Pháp Kiều có sự duyên dáng, khéo léo khi trò chuyện và đem lại cảm giác thú vị cho khán giả, thì Cadmium mặc dù làm chủ sân khấu nhưng chất giọng lẫn delivery (cao độ của giọng, nhấn nhá, cảm xúc) còn nhiều hạn chế và chưa xứng đáng để bước tiếp vào vòng trong. Một số ý kiến bênh vực Cadmium cho rằng thí sinh còn nhỏ nên việc thiếu tiết chế là điều dễ hiểu.
Tập 2 lên sóng một tuần sau đó cũng gây tranh cãi khi thí sinh Alen bị loại vì bình chọn của khán giả. Alen (nghệ danh Megashock), thí sinh gây ấn tượng với khán giả ngay trong vòng casting Rap Việt mùa 3, thể hiện tiết mục "Ngược dòng nước mắt" và nhận được một sự lựa chọn từ huấn luyện viên Thái VG. Tuy nhiên, anh không thể vượt qua vòng chinh phục vì tỷ lệ của khán giả tại trường quay chỉ là 48%. Trong khi đó, một thí sinh khác trong tập này là Dubbie với ngoại hình điển trai, sáng sân khấu, nhận được tới 96% bình chọn đến từ khán giả tại trường quay và được các huấn luyện viên mời vào đội nhưng phần thể hiện của anh bị khán giả cho là "nhạt nhòa", chưa kể trong bài rap của anh còn có một số từ ngữ sai kiến thức. Điều này khiến khán giả truyền hình cho rằng các khán giả tại trường quay chỉ bình chọn cho các thí sinh dựa vào ngoại hình mà không bình chọn theo chất lượng chuyên môn thực sự của họ. Mặt khác, họ không ngần ngại so sánh Alen với Cadmium và Dubbie và cho rằng anh hoàn toàn xứng đáng để được đi tiếp. Một số khán giả cho rằng chương trình đang dàn xếp kết quả, lấy khán giả tại trường quay để đưa kết quả của chương trình phát triển theo kịch bản của họ nhằm thu hút truyền thông. Một bài viết trên báo Tiền Phong cho rằng bình chọn của khán giả nên chỉ quyết định một phần kết quả cuối cùng, còn việc khán giả quyết định hẳn việc đi tiếp hay dừng lại như trường hợp này là "điên rồ".
Một bài viết trên báo Lao Động cho biết rằng những thay đổi mà Rap Việt mùa 3 thực hiện nhằm tăng sức hút cho chương trình đang phản tác dụng và kéo theo những tranh cãi ngày một gay gắt. Nhiều khán giả truyền hình nhận định rằng việc để bình chọn của khán giả trường quay quyết định quyền đi tiếp của thí sinh khiến kết quả trở nên thiếu công tâm và làm giảm đi vai trò của giám khảo cũng như huấn luyện viên. Theo tìm hiểu của chuyên trang Trí Thức Trẻ, những khán giả theo dõi trực tiếp các buổi ghi hình chương trình Rap Việt chủ yếu là những bạn trẻ được chương trình mời đến thông qua các hội nhóm trên mạng xã hội, ngoài ra còn có một số người thân của các thí sinh, giám khảo và huấn luyện viên cũng đến theo dõi. Mặt khác, trong tiêu chí chọn khán giả đến ghi hình, họ không cần thiết phải có kiến thức về rap; và bởi vậy bài viết khẳng định đó sẽ là bài toán với nhà sản xuất chương trình trong những vòng sau khi để khán giả trường quay quyết định kết quả cuối cùng mà họ chưa chắc có cùng gu thưởng thức với khán giả đại chúng.

#### Liên quan đến tập 1
Trong tập đầu tiên của Rap Việt mùa 3, sự xuất hiện của Thái VG trở về từ Mỹ gây chú ý. Thái VG tỏ ra lúng túng, nói tiếng Việt chưa quen nên thường phải thêm từ ngữ tiếng Anh để giải thích cho ý của mình. Thậm chí, Trấn Thành còn cho phép anh giơ tay nếu chưa hiểu người khác nói gì để Trấn Thành có thể phiên dịch lại bằng tiếng Anh. Việc Thái VG bị cản trở về mặt ngôn ngữ khiến nhiều khán giả cảm thấy lo lắng. Để khán giả có thể hiểu những gì mà anh nói, chương trình sử dụng phụ đề mỗi khi anh đưa ra ý kiến. Phần rap của anh trong tiết mục mở màn cũng chủ yếu sử dụng tiếng Anh. Nhiều khán giả cho rằng một người huấn luyện viên không rành tiếng Việt là một cản trở lớn cho sự hấp dẫn trong chương trình truyền hình thực tế như Rap Việt.
Cũng trong tập đầu tiên, khán giả tranh luận về biểu cảm của Trấn Thành trong chương trình. Sau phần trình diễn tiết mục "Hơi bị nóng" của thí sinh gung0cay nhận được 3 chọn và 90% bình chọn của khán giả tại trường quay, hai huấn luyện viên B Ray và BigDaddy đã tung nón vàng để thuyết phục thí sinh này về đội của mình. Không chỉ thí sinh mà cả Trấn Thành cũng cảm thấy bất ngờ đến mức đã ngồi thụp xuống và đưa tay ôm mặt. Biểu cảm như muốn kìm nén những giọt nước mắt của anh được camera quay cận cảnh và nhanh chóng trở thành chủ đề tranh luận trên mạng xã hội. Nhiều khán giả cho rằng biểu cảm của Trấn Thành là "hơi quá mức" và cảm thấy ngán ngẩm vì anh tiếp tục khóc trong chương trình, trong khi một số khán giả khác bênh vực anh cho rằng anh đã rất cố gắng để kìm nén nước mắt của mình. Một bài viết trên báo Phụ nữ cho biết hình ảnh này chỉ xuất hiện chớp nhoáng, và một hình ảnh được lan truyền trên mạng đã được chỉnh sửa và thêm chi tiết "dòng nước mắt đang chảy" dù thực tế Trấn Thành không khóc. Bài viết cho rằng Trấn Thành đã trở nên điềm tĩnh hơn và tạo cảm giác dễ chịu hơn cho người xem.

#### Từ ngữ nhạy cảm trên sóng truyền hình và tranh cãi liên quan đến tập 2
Xuất hiện trong tập 2 phát sóng vào ngày 3 tháng 6, thí sinh Dubbie (sau đó được chọn vào đội của Andree Right Hand) bị chỉ trích vì lời rap của anh có chứa từ nhạy cảm. Trong tiết mục "Đóng băng" của anh dựa trên nền nhạc gốc "Mình cùng nhau đóng băng" của Tiên Cookie, lời rap có hai câu chứa từ "đồ" - trong tiếng lóng của thế hệ trẻ hiện nay thì từ này hay được sử dụng để chỉ chất kích thích. Những từ ngữ này xuất hiện ở đoạn cuối bài rap trên sóng truyền hình, nhưng chúng đã bị nhà sản xuất cắt bỏ ở bản phát sóng trên YouTube mà không hề có một lời giải thích nào. Không dừng lại ở đó, bản rap của anh còn có 2 câu nhắc tới tên của "người Bác tên Hồ" nhưng lại không hề liên quan đến bài rap và bị cho là cố tình tạo vần điệu cho tên của nhân vật đó. Điều này khiến nhiều khán giả thắc mắc trách nhiệm trong việc kiểm duyệt của nhà sản xuất đối với tiết mục của thí sinh. Nhà sản xuất chương trình hiện chưa có phản hồi với truyền thông liên quan đến điều này. Trong khi đó, Dubbie bị khán giả chỉ trích mạnh vì họ cho rằng việc thể hiện cá tính của mình thông qua âm nhạc nhưng sai lệch kiến thức lịch sử - xã hội cũng như có phần thiếu tôn trọng khán giả sẽ dần khiến khán giả quay lưng lại với nhạc rap.
Bên cạnh đó, việc BigDaddy đạp nút chọn và quăng nón vàng của mình (vốn đã được sử dụng trong tập đầu tiên) cho 24K.Right mặc dù thí sinh đó chưa bắt đầu tiết mục của mình cũng gây tranh cãi. Mặc dù anh cho rằng anh không cần nghe thêm vì hiểu rõ về khả năng của thí sinh nhưng hành động này vẫn bị khán giả cho là quá vội vàng và thiếu cân nhắc. Dù vậy, vì nón vàng của BigDaddy đã dùng để gung0cay vào đội của mình, nón vàng của anh đã không còn hiệu lực. Anh cũng đã thừa nhận rằng bản thân làm vậy để nhử mọi người quăng nón vàng cho 24K.Right. Và quả thật 24K.Right đã được 3 huấn luyện viên khác tung nón.

#### Liên quan đến tập 7
Tập 7 lên sóng vào ngày 8 tháng 7, cũng là tập đầu tiên của vòng đối đầu gây tranh cãi khi khán giả tại trường quay có quyền bình chọn cho các thí sinh trong các cặp đấu sau khi phần trình diễn của họ kết thúc. Nhiều ý kiến cho rằng bình chọn của khán giả tại trường quay chỉ có thể là theo cảm tính thay vì kỹ năng thật sự của thí sinh; cụ thể như tiết mục đối đầu giữa DLow và Strange H, khi mà kết quả bình chọn của khán giả đi ngược lại với đánh giá của các huấn luyện viên và giám khảo. Mặc dù ở vòng này, kết quả bình chọn của khán giả không ảnh hưởng đến việc đi tiếp hay dừng lại của thí sinh, nhưng khán giả truyền hình lo ngại rằng kết quả của khán giả tại trường quay sẽ vô tình gây áp lực cho ban giám khảo khi quyết định chọn ai đi tiếp.

#### Liên quan đến thí sinh Quang Anh Rhyder
Tiết mục của Nguyễn Quang Anh (Rhyder) trong tập 7 của chương trình khiến khán giả tranh luận. Nhiều khán giả cho rằng anh vẫn tiếp tục hát nhiều hơn rap trong tiết mục của mình, thậm chí Thái VG còn nhận định rằng ca khúc mà Rhyder thể hiện có thể tạo xu hướng nhưng "nó không phải là phong cách âm nhạc tôi trông đợi. Em hiểu đây là rap Việt. Nhưng hầu hết các ca khúc em lại chỉ hát". Tuy nhiên, ban giám khảo lại quyết định anh giành chiến thắng và được đi tiếp, điều này đã gây nên tranh cãi ngay cả trong cộng đồng rap. Báo Tiền Phong nhận định Rhyder vẫn đi theo bản năng là hát, mặc dù trong tiết mục của anh có triplet flow (việc dồn 3 âm tiết vào một nhịp) và cho rằng Dubbie - đối thủ của anh trong trận đấu, đồng thời là người thể hiện đúng tinh thần rap nhất trong tiết mục đó - lẽ ra phải được đi tiếp. Cũng vì thế mà khán giả cũng tranh luận về cách lên chiến thuật của Andree vì những sai lầm của anh trong việc huấn luyện thí sinh tại chương trình. Phản hồi về những tranh cãi xoay quanh mình, Rhyder cho rằng những người chưa hiểu về melody (giai điệu) sẽ không hình dung được thể loại rap này như thế nào, cách chơi ra sao và anh hiểu được mọi ý kiến khen chê của khán giả.
Sang vòng bứt phá, Rhyder thể hiện bài rap "Từ chối hiểu" và đã thuyết phục hoàn toàn giám khảo, huấn luyện viên và những người trước đây vẫn cho là anh hát thay vì rap. Điều này giúp anh giành chiến thắng và bước vào chung kết. Tuy nhiên, nhiều khán giả không đồng tình với kết quả này vì cho rằng Rhyder không xứng đáng bước tiếp khi mà hai vòng trước anh chỉ hát chứ không chịu rap, đến vòng này mới thể hiện khả năng rap thật sự.
Không dừng lại ở đó, tiết mục "Anh không xứng" do anh thể hiện trong đêm chung kết 1 tuy nhận được nhiều lời khen từ các giám khảo và huấn luyện viên nhưng lại nhận về những bình luận trái chiều khi lên sóng. Nhiều khán giả cho rằng anh rap chỉ được vài câu, còn lại chủ yếu là hát. Họ không hài lòng khi anh không biết rút kinh nghiệm từ những vòng trước. Nhiều khán giả nghi ngờ rằng Rhyder xem thường những góp ý từ khán giả, bất chấp mọi phản ứng từ dư luận khi trình diễn một tiết mục mà hát nhiều hơn rap. Báo Phụ nữ Việt Nam nhận xét rằng Rhyder là thí sinh duy nhất trong suốt cả ba mùa gây tranh cãi về 2 thái cực hát và rap trong tất cả các vòng thi của chương trình.

#### Liên quan đến tập 11
Trong tập 11 - tập đầu tiên của vòng bứt phá phát sóng tối ngày 5 tháng 8, kết quả của bảng thi đấu đầu tiên gây tranh cãi trên mạng xã hội. Mặc dù Liu Grace (đội Thái VG) giành chiến thắng với 4/7 phiếu từ giám khảo và huấn luyện viên, nhưng nhiều khán giả cho rằng người xứng đáng vào chung kết hơn là HURRYKNG (đội BigDaddy) vì đã thể hiện đúng tinh thần của vòng thi bứt phá hơn. Nhiều người cũng mong muốn rằng giám khảo sẽ sử dụng nón vàng của mình để cứu anh ở cuối vòng 3. Mặc dù vậy, một bài viết trên chuyên trang Trí thức trẻ chỉ ra rằng Liu Grace xứng đáng được đi tiếp vào chung kết. Còn bản thân Liu Grace cho rằng những tranh cãi về kết quả là điều "nên có", vì phải có những luồng ý kiến tranh luận như thế mới tạo ra được sự hưởng ứng.
Một phần thi khác trong tập này là của thí sinh cùng bảng Minh Lai với sự hỗ trợ của Wxrdie cũng khiến khán giả tranh luận. BigDaddy nhận định verse (câu từ) của Wxrdie trong tiết mục này khiến anh ấn tượng hơn; trong khi nhiều khán giả thắc mắc việc Wxrdie rap không thua kém Minh Lai và cho rằng Minh Lai bị loại vì Wxrdie quá "lấn át" anh trong tiết mục này.

#### Liên quan đến huấn luyện viên Andree Right Hand
Kết quả trong tập 11 khiến Andree Right Hand bị một số khán giả nghi ngờ về khả năng huấn luyện thí sinh trong đội của mình. Báo Phụ nữ Thủ đô cho rằng định hướng của anh là "theo con đường "tạo hit", rong chơi" dành cho các thí sinh trong đội của mình nhưng những tiết mục của họ vốn được kỳ vọng trên thực tế lại nhạt nhoà.
Tình trạng tương tự cũng xảy ra trong tập 12 phát sóng chỉ một tuần sau đó, khi thí sinh Hydra được Andree Right Hand cứu ở vòng đối đầu từ đội Thái VG lại bị khán giả nhận xét là "xuống phong độ" trong vòng bứt phá bảng A. Phần thể hiện tiết mục "Cánh cò bay lả bay la" của anh được Andree phối theo beat sôi động, trái ngược với sự nhẹ nhàng trong chủ đề. Bên cạnh đó, tạo hình của anh bị nhận xét là không phù hợp với tiết mục rap về đấng sinh thành. Nhiều khán giả lo ngại rằng đội của Andree có thể rơi vào viễn cảnh như đội của Binz ở mùa thứ hai. VieZ trích dẫn quan điểm của Gill, một cựu rapper của mùa đầu tiên, cho rằng 90% là do thực lực của thí sinh, còn lại huấn luyện viên chỉ đưa ra gợi ý, chủ đề và chỉnh sửa bài nhạc cho hoàn thiện hơn; bởi vậy không thể đổ hết lỗi về cho huấn luyện viên được.

#### Nghi vấn đạo nhạc
Tiết mục "Từ chối hiểu" của thí sinh Quang Anh Rhyder ở tập 13 bị nhiều khán giả cho là có nhiều nét tương đồng với "Melody" của rapper người Hàn Quốc Ash Island. Nhiều người hâm mộ của Ash Island để lại bình luận trên fanpage của chương trình để mong muốn một lời giải thích của ban tổ chức về điều này. Phía quản lý nhạc sĩ cho biết hiện họ đang xác minh điều này. Trong khi đó, một video reaction (video phản ứng) của rapper người Hàn Quốc J'kyu khẳng định tiết mục này mượn khá nhiều giai điệu của Ash Island và cảm thấy khá buồn khi xem phần trình diễn này.
Trao đổi với báo Dân Việt, Hà Lê cho biết đã có nhiều ca khúc trên thế giới sử dụng bản phối của các ca khúc cũ nên không thể gọi tất cả các sản phẩm là đạo nhạc. Theo nhạc sĩ Châu Đăng Khoa, tiết mục của Rhyder không đạo nhạc vì hai bài đi tuyến giai điệu không giống nhau. Lưu Thiên Hương cho rằng khán giả chưa hiểu màu sắc âm nhạc, cách hoà âm, cách hát hay nhịp flow của bài rap nên dễ dẫn tới việc họ hiểu lầm sang mảng đạo nhạc. Còn đối với Rhyder, anh không nói gì về nghi vấn đạo nhạc của tiết mục rap này. Một producer giấu tên nêu quan điểm của mình với Hoa Học Trò rằng trường hợp này chưa thể nhận định là "đạo nhái" vì cách sử dụng lead melody, bass và phần đệm khác với bản gốc.

### Khác
Một bài viết trên Zing News cho biết quán quân của Rap Việt mùa 3 cũng được tính là một sự kiện để cá độ trên các nền tảng web trái pháp luật.
Tại tập 8 của chương trình phát sóng ngày 15 tháng 7, Trấn Thành mắc phải sự cố đọc nhầm câu thành ngữ khi nhận xét hai thí sinh Double2T và LoR của đội B Ray là "kẻ tám cân, người nửa lạng". Ngay cả khi bị các huấn luyện viên chỉ ra lỗi sai, anh vẫn cố gắng tranh luận với họ ý nghĩa của câu thành ngữ; phải cho đến khi anh nhận ra lỗi sai của mình thì mới cảm thấy ngại ngùng, bối rối và sửa lại câu nói của mình.
Tối ngày 8 tháng 8 (thời điểm vòng bứt phá chỉ mới bắt đầu), một hình ảnh do Andree Right Hand chia sẻ có sự xuất hiện của hai thành viên trong đội (Quang Anh Rhyder và SMO) khiến nhiều khán giả xôn xao vì cho rằng đây là hai trong số các thí sinh xuất hiện trong chung kết của chương trình. Báo Tiền Phong nhận định rằng việc lộ kết quả đã từng xảy ra trong hai mùa trước; trong khi hai vòng đối đầu và bứt phá là những vòng hấp dẫn nhất, thì việc lộ kết quả như vậy khiến chương trình giảm đi sức hút. Sau đó, khi 9 thí sinh góp mặt tại chung kết được công bố được phát hiện trùng khớp với kết quả bị lộ trên mạng xã hội, báo Giao thông đã liên hệ với ban tổ chức để làm rõ về nghi vấn này nhưng không nhận được phản hồi.
Sau tập 12 với kết quả Tez và Mikelodic được đi tiếp, nhiều khán giả tranh luận về bảng đấu có hai thí sinh Mikelodic và Double2T. Đa số khán giả khẳng định rằng Mikelodic xứng đáng được bước tiếp vào chung kết, nhưng một số quan điểm lại cho rằng Double2T xứng đáng bước tiếp hơn.
Trong đêm trao giải của Rap Việt mùa 3, Karik là nhân vật gây chú ý khi trùm kín mặt và giữ im lặng suốt chương trình. Thậm chí khi chương trình công bố kết quả, anh không xuất hiện, trong khi đó hai giám khảo còn lại đều lên chụp hình kỷ niệm với các thí sinh. Điều đó khiến khán giả tranh cãi về việc anh thiếu chuyên nghiệp khi xuất hiện tại chương trình hay thực sự đang có sự cố về sức khỏe. Một đoạn clip hậu trường cho thấy anh bước ra khỏi phim trường trong trạng thái mệt mỏi, đi không vững, phải liên tục vịn tay vào mới có thể đi tiếp. Trao đổi với báo chí, đại diện của Karik cho biết tình trạng của anh không được tốt kể từ thời điểm ghi hình đêm chung kết, khiến anh ngại chia sẻ trên sóng truyền hình trực tiếp. Trong một video hậu trường, Karik cho biết do anh bị đau mắt đỏ và sốt cao nên mới có những biểu hiện bất thường trong đêm chung kết và trao giải.

## Hoạt động bên lề

### All-Star Concert2023
Tối ngày 12 tháng 8 năm 2023, nhà sản xuất chương trình thông báo tổ chức sự kiện Rap Việt All-Star Concert 2023. Đây là concert thứ hai của chương trình Rap Việt sau thành công của concert đầu tiên vào năm 2021. Sự kiện được tổ chức vào ngày 7 tháng 10 năm 2023 tại Trung tâm Hội chợ và Triển lãm Sài Gòn (SECC), Quận 7, Thành phố Hồ Chí Minh, chỉ sau đêm công bố và trao giải của mùa 3 vài tuần.
Sự kiện có sự góp mặt của hơn 200 nghệ sĩ cùng hơn 40 tiết mục của giám khảo, huấn luyện viên và các thí sinh của Rap Việt, với sự tham gia của nhiều nghệ sĩ khách mời, trong đó có Chi Pu. Sự kiện được chiếu lại vào các khung thời gian:
- 20h thứ 7 ngày 28/10, 4/11, 11/11 trên VieON
- 21h thứ 7 ngày 28/10, 11/11, 18/11 trên YouTube
- 20h thứ 7 ngày 11/11, 18/11, 25/11 trên HTV2
- 20h chủ nhật ngày 12/11, 19/11, 26/11 trên VTVCab 1

| Tiết mục                                                    | Rapper trình diễn                                                        | Hỗ trợ                                                                    |
| ----------------------------------------------------------- | ------------------------------------------------------------------------ | ------------------------------------------------------------------------- |
| Vẫn Lit - Hội không nón                                     | gung0cay, IndieK, OgeNus, Captain, HURRYKNG, Strange H, Tọi, Yuno Bigboi | Vũ đoàn Bước Nhảy, High Power Drumline Vietnam                            |
| Dậy Đi                                                      | Richie D.Icy                                                             | MC Buck Team                                                              |
| Ổn Không, Brô?                                              | 24K.Right, Yuno Bigboi                                                   | MC Buck Team                                                              |
| Để Anh Sang                                                 | Captain, Anh Tú                                                          | Rhyder, Strange H, Yuno Bigboi, OgeNus, gung0cay, 24K.Right               |
| Khum Hề Giả Trân                                            | gung0cay                                                                 | Lan Nhi, Rhyder, 24K.Right, Mikelodic                                     |
| Nàng x Anh Không Cố Ý                                       | OgeNus, Anh Tú                                                           | Vũ đoàn Bước Nhảy, Pháp Kiều                                              |
| Anh Là Ai?                                                  | Huỳnh Công Hiếu, DT Tập Rap                                              | Lê Hoàng Nga My                                                           |
| Sống Cho Hết Đời Thanh Xuân 4                               | Huỳnh Công Hiếu, Ngắn                                                    |                                                                           |
| Từ Chối Hiểu                                                | Rhyder                                                                   |                                                                           |
| Để Anh Một Mình                                             | Rhyder                                                                   | Vũ đoàn Bước Nhảy                                                         |
| Vành Khuyên Nhỏ                                             | Liu Grace                                                                | Vũ đoàn Bước Nhảy                                                         |
| Take It Easy x Trong Sương                                  | Liu Grace, Minh Lai                                                      | Vũ đoàn Pu Xi Pao                                                         |
| Hãy Yêu Tôi Bây Giờ                                         | HURRYKNG, Tích Kỳ                                                        |                                                                           |
| Một Công Đôi Việc                                           | HURRYKNG                                                                 | Vũ đoàn Bước Nhảy                                                         |
| Huhu Haha                                                   | SMO, Lil' Wuyn                                                           | Vũ đoàn Kallus                                                            |
| Truy Lùng Bảo Vật                                           | 24K.Right, Sofia                                                         | Vũ đoàn Bước Nhảy                                                         |
| Bao Giờ Lấy Vợ                                              | 24K.Right                                                                |                                                                           |
| Từ A Đến Z                                                  | 24K.Right                                                                | DJ Mie, Vũ đoàn Bước Nhảy                                                 |
| Rap Việt Dance Break                                        | Vũ đoàn Bước Nhảy                                                        |                                                                           |
| Hoa Hồng Gai..y                                             | Pháp Kiều, Chi Pu                                                        | Vũ đoàn Bước Nhảy                                                         |
| Lối Đi Riêng                                                | Pháp Kiều                                                                | Vũ đoàn Bước Nhảy                                                         |
| Say Bye!                                                    | Pháp Kiều, Dương Hoàng Yến                                               | Vũ đoàn Bước Nhảy                                                         |
| Né x U Là Trời                                              | SMO, Richie D.Icy, Strange H                                             | Bộ sưu tập OK Not OK của Ivan Trần                                        |
| Về Quê                                                      | Mikelodic                                                                |                                                                           |
| Khúc Ca Vàng                                                | Mikelodic                                                                | Vũ đoàn Bước Nhảy                                                         |
| Kéo Em Về Làm Vợ                                            | Double2T                                                                 | Vũ đoàn Bước Nhảy                                                         |
| À Lôi                                                       | Double2T                                                                 |                                                                           |
| Người Miền Núi Chất                                         | Double2T                                                                 | Vũ đoàn Bước Nhảy                                                         |
| Hổng Có Ưa x Như Hình Với Bóng                              | Suboi, Pháp Kiều                                                         |                                                                           |
| Enjoy Cái Moment Này                                        | Tez, Anh Tú, Vũ Thảo My                                                  |                                                                           |
| Khi Cơn Mơ Dần Phai                                         | Tez, Myra Trần                                                           |                                                                           |
| Miễn Chê                                                    | BigDaddy, Tez                                                            | Vũ đoàn Bước Nhảy                                                         |
| Da Money Team (Ánh Đèn Sân Khấu 2)                          | Andree Right Hand, Rhyder, Evy                                           | Vũ đoàn Bước Nhảy, Wokeup, Trịnh Thắng, Kiều Phương, Tịnh Thu             |
| Anh Luôn Như Vậy x Bạn Đời x Mượn Rượu Tỏ Tình x Thằng Điên | B Ray, Karik, BigDaddy, Emily, JustaTee                                  |                                                                           |
| Vải Thiều                                                   | Karik, SMO                                                               | Vũ đoàn Bước Nhảy                                                         |
| Người Được Chọn                                             | B Ray, Captain, Đạt G, Huỳnh Công Hiếu, 24K.Right                        | Masew, B Ray Team                                                         |
| Tay-Lai Pr0 (Tây-Lai Pro)                                   | JustaTee, Double2T                                                       | Vũ đoàn Bước Nhảy                                                         |
| Ez Papa                                                     | JustaTee, Cici                                                           | Vũ đoàn Bước Nhảy                                                         |
| Việt Nam Muôn Đời                                           | Thái VG, Mikelodic, Liu Grace                                            | Vũ đoàn Bước Nhảy, High Power Drumline Vietnam                            |
| We Go Hard                                                  | JustaTee, Karik, BigDaddy, Andree Right Hand, Suboi, B Ray, Thái VG      | Vũ đoàn Bước Nhảy, Trịnh Thắng, Châu Anh, Minh Thắng, Quốc Vượng, Đức Anh |

1. ^1  In đậm là những tiết mục, ca sĩ, hỗ trợ, vũ đoàn, rapper biểu diễn trong Rap Việt mùa 3.

## Trong văn hóa đại chúng
Điệu nhảy sturdy (tạm dịch là điệu nhảy "cứng cáp") của Wxrdie trong tập 11 nhanh chóng được lan truyền trên mạng xã hội và được nhiều bạn trẻ hưởng ứng trào lưu nhảy trên nền nhạc của anh.